# Woroschilowgrader Operation
Die Woroschilowgrader Operation (russisch: Ворошиловградская операция, auch операция Скачок, Operation Skatschok, auf Deutsch „Operation Sprung“) vom 29. Januar bis 18. Februar 1943 war eine Offensive der sowjetischen Südwestfront, die im Zweiten Weltkrieg an der südlichen Ostfront parallel zur Operation Swesda (Angriff der Woronescher Front im Raum Charkow) ablief.
Die Armeen der sowjetischen Südwestfront unter Befehl von Generaloberst Nikolai Fjodorowitsch Watutin hatten den Auftrag, die Befreiung des Donbass einzuleiten. Am 14. Februar konnte die 3. Gardearmee Woroschilowgrad und den nördlichen Donbass freikämpfen, während gleichzeitig die 28. Armee der Südfront die Stadt Rostow am Don besetzte. Die auf den Dnjepr-Bogen zielende sowjetische Panzergruppe Popow wurde bis Ende Februar durch deutsche Gegenangriffe bei Krasnoarmeiskoje gestoppt und bei Stepanowka abgeschnitten, schließlich beim Rückzug im Raum zwischen Barwenkowo und Slawjansk fast vollständig zerschlagen. Östlich der Mius-Stellung gegenüber der deutschen Armeeabteilung Hollidt traf die Rote Armee auf hartnäckigen Widerstand. Als Ergebnis der Operation konnte die Rote Armee die deutschen Donez-Stellungen an mehreren Abschnitten mit starken Kräften durchbrechen und mehrere Städte wie Isjum, Lissitschansk und Barwenkowo zurückerobern.
Am 19. und 22. Februar leitete der Oberbefehlshaber der Heeresgruppe Süd, Generalfeldmarschall von Manstein, die deutsche Gegenoffensive ein, welche im Wesentlichen bis Anfang März 1943 die Donez-Linie wiederherstellen konnte.

## Vorgeschichte

### Krise an der südlichen Ostfront
Die Erfolge der Roten Armee in der Schlacht von Stalingrad änderten Ende 1942 die strategische Lage im Süden der Ostfront. Die Zerschlagung der rumänischen Armeen und der italienischen 8. Armee am mittleren Don rissen ungeheure Lücken an der Front der deutschen Heeresgruppe B. Die Truppen der sowjetischen Südfront (Generaloberst A. I. Jerjomenko), die 51. und 28. Armee eroberten Salsk am 22. Januar zurück und stießen auf die Linie Krasny Manytsch-Bogoroditskoje vor. Einheiten der deutschen 3. Gebirgs-Division waren im Raum Millerowo von Einheiten der 1. Gardearmee eingeschlossen worden und kämpften drei Wochen lang mit anderen Wehrmachteinheiten gegen das sowjetische 18. Panzerkorps sowie das 6. Garde-Schützenkorps (38., 44. und 58. Garde-Schützendivision). Die eingeschlossenen deutschen Einheiten erhielten am 14. Januar den Befehl zum Ausbruch aus dem Kessel in Richtung zum Donez. In den nächsten drei Tagen kämpfte sich diese Einheiten etwa 100 Kilometer in südwestlicher Richtung zum Donez in den Raum Woroschilowgrad zurück.

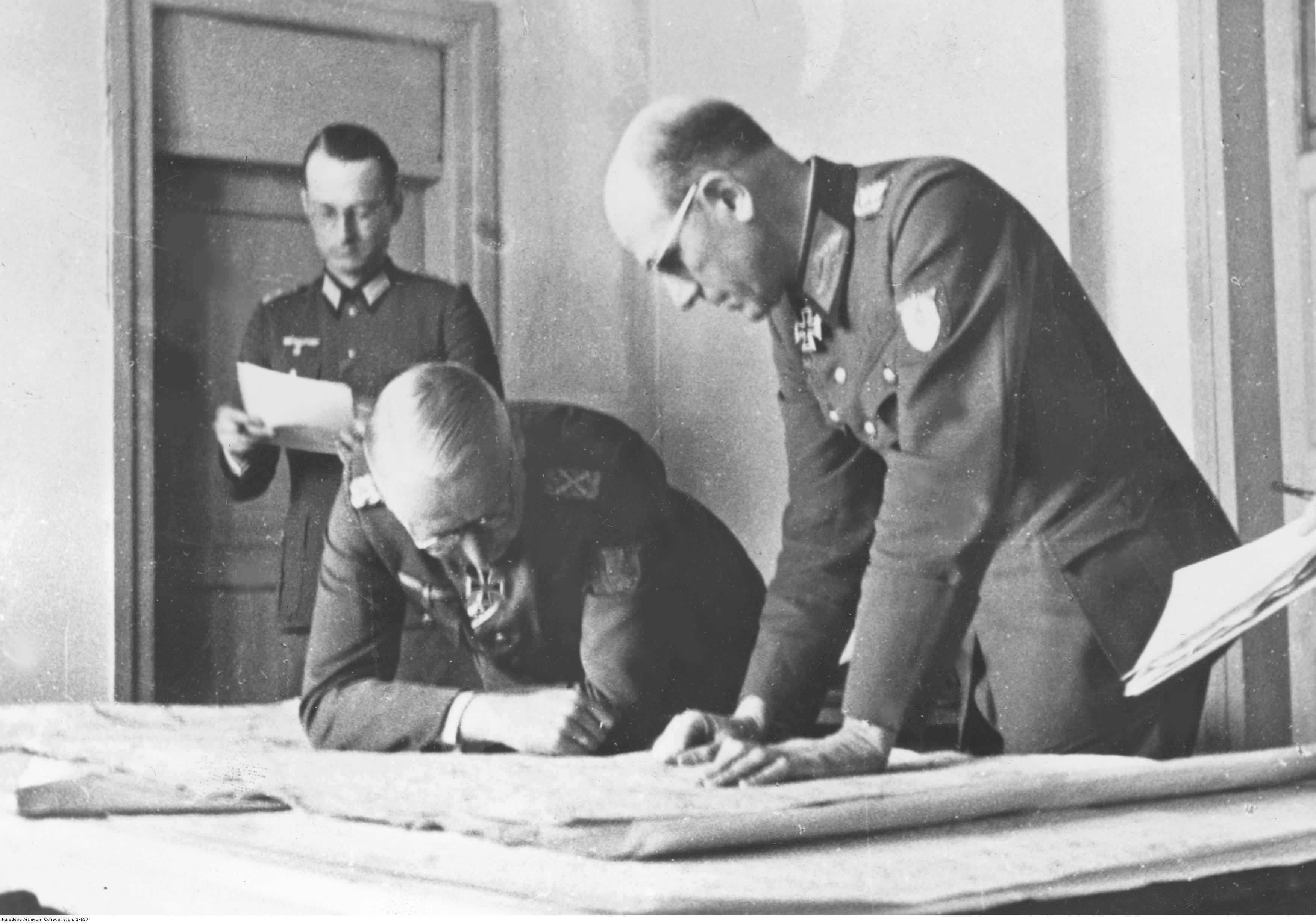
Generalfeldmarschall von Manstein mit Karl Adolf Hollidt beim Kartenstudium

Bis zum 21. Januar führte die deutsche Heeresgruppe Don schwere Abwehrkämpfe zwischen dem Don und Donez. Die Abwehr musste sich solange defensiv halten, bis GFM von Manstein ab 22. Januar einen ersten Gegenschlag ansetzen konnte. Die 11. Panzer-Division (General Balck) operierte zunächst zusammen mit der 336. Infanterie-Division (Generalleutnant Lucht) und zerstörte 65 sowjetische Panzer. Dieser Erfolg führt dazu, dass die 11. Panzerdivision auch gegen das sowjetische 24. Panzerkorps eingesetzt werden konnte. Die 11. und 6. Panzerdivision griffen durchgebrochene sowjetischen Streitkräfte an der linken Flanke an und stoppten den Vormarsch. Die beiden Divisionen konnten dann in Zusammenarbeit mit der 306. Infanterie-Division das sowjetische 24. Panzerkorps (Generalmajor M. W. Badanow) im Raum Tazinskaja zerschlagen. Am 23. Januar wurde die zuvor am Südflügel der Heeresgruppe B kämpfende Armeeabteilung Fretter-Pico (Gen. Kdo. XXX.) der Heeresgruppe Don unterstellt.
Am 24. Januar genehmigte Hitler infolge der bedrohlichen Lage, dass die 1. Panzerarmee aus dem Kaukasus abgezogen werden durfte. Die 1. Panzerarmee hatte sich im Raum um Rostow zurückgezogen, gleichzeitig wurde die 17. Armee in den sogenannten Kuban-Brückenkopf platziert.
Die Heeresgruppe Don zog sich über den Mius und nordwäerts zurück, durch die Frontverkürzung konnte der deutsche Oberbefehlshaber von Manstein Reserven freimachen, die für die später nötigen Gegenangriffe wichtig wurden. Die 1. Panzerarmee übernahm die Befehlsführung am Donez und die Armeeabteilung Hollidt etablierte sich südlich davon am Mius-Abschnitt bis zum Asowschen Meer.
Ab 23. Januar führte das LVII. Panzerkorps, das seinen Abschnitt im Zusammenhang mit der Verringerung der Front gefestigt hatte, einen Gegenangriff gegen das 3. Garde-Panzerkorps (General P. A. Rotmistrow) durch.
Bis zum 30. Januar waren die Panzerformationen der 2. Gardearmee (Generalleutnant Rodion Malinowski) stark angeschlagen: das sowjetische 3. Garde-Panzerkorps zählte nur mehr 11 Panzer und war zeitweilig nicht in der Lage, aktiv zu operieren. Das 2. und 5. Garde-mechanische Korps (der Generale Swiridow und Bogdanow) befanden sich in demselben Zustand und hatten annähernd noch 45–50 Panzer zur Verfügung.

### Heeresgruppe Don, ab 12. Februar 1943 Heeresgruppe Süd
Rückwärtiges Heeresgebiet
- 403. Sicherungs-Division, Generalleutnant Wilhelm Rußwurm
- 213. Sicherungs-Division, Generalleutnant Alexander Göschen

Armeeabteilung Lanz (am 1. Februar aufgestellt), General der Gebirgstruppe Hubert Lanz
- 320. Infanterie-Division, Generalleutnant Georg-Wilhelm Postel
- Reste italienische Divisionen „Celere“ und „Pasubio“
- Italienische Division „Torino“ und „Sforzesca“
- 298. Infanterie-Division, Generalmajor Herbert Michaelis

1. Panzerarmee, General Eberhard von Mackensen
III. Panzerkorps, General der Panzertruppe Hermann Breith
- 3. Panzer-Division, Generalleutnant Franz Westhoven
- 19. Panzer-Division, Generalleutnant Gustav Schmidt
- SS-Division "Wiking", SS-Gruppenführer Felix Steiner

XXXX. Panzerkorps, General der Panzertruppe Siegfried Henrici
- 11. Panzer-Division, Generalleutnant Hermann Balck
- 7. Panzer-Division, Generalmajor Hans Freiherr von Funck
- 333. Infanterie-Division, Generalmajor Gerhard Graßmann

Armeegruppe Fretter-Pico (XXX. Armeekorps), General der Artillerie Maximilian Fretter-Pico
- 335. Infanterie-Division, Generalleutnant Karl Casper
- Reste 387. Infanterie-Division, Oberst Kurt Gerok
- Reste italienische Divisionen „Ravenna“ und „23. März“
- 304. Infanterie-Division, Generalmajor Ernst Sieler
- 3. Gebirgs-Division, Generalleutnant Hans Kreysing

Armeeabteilung Hollidt, General der Karl-Adolf Hollidt
Gruppe Mieth (IV. A.K.)
- 336. Infanterie-Division, General Walther Lucht
- 7. Luftwaffen-Felddivision, Oberst August Kleßmann
- Stab 384. Infanterie-Division, Generalmajor Hans Doerr

XVII. Armeekorps, Generalleutnant Dietrich von Choltitz
- 294. Infanterie-Division, General der Infanterie Johannes Block
- 8. Luftwaffen-Felddivision, Oberst Kurt Haehling
- 306. Infanterie-Division, Generalleutnant Georg Pfeiffer
- Rumänische 1. Panzerdivision
- rumänische 14. Infanterie-Division

XXXXVIII. Panzerkorps, General der Panzertruppe Otto von Knobelsdorff
- 6. Panzer-Division, Generalleutnant Erhard Raus
- Stab 94. I.D.
- Reste 22. Panzer-Division, Generalleutnant Eberhard Rodt

XXIX. Armeekorps, General der Infanterie Hans von Obstfelder
- 62. Infanterie-Division, Generalleutnant Helmuth Huffmann
- Rumänische 7., 9. und 11. Infanterie-Division

4. Panzerarmee, General Hermann Hoth
LVII. Panzerkorps, General Friedrich Kirchner
- 23. Panzer-Division, General Nikolaus von Vormann
- 17. Panzer-Division, Generalleutnant Fridolin von Senger und Etterlin
- 15. Luftwaffen-Felddivision, Generalleutnant Willibald Spang
- Rumänische 2. Gebirgsdivision

General-Kommando z.b.V.
- 5. Luftwaffen-Felddivision, Oberst Hans-Bruno Schulz-Heym (im Antransport)
- 444. Sicherungs-Division, Generalleutnant Adalbert Mikulicz
- Kosaken-Regiment von Jungschultz

### Vorbereitungen
Generaloberst Nikolai F. Watutin, der Kommandant der Südwestfront legte der Stawka am 8. Januar seine Pläne zur Fortführung der Operationen zur Rückeroberung des nördlichen Donbass-Gebiets vor. Basierend auf dem Ziel der Operation „Saturn“ und unter Berücksichtigung der Aktionen der benachbarten Fronten skizzierte Watutin wie man die deutsche Verteidigung nördlich des Flusses Donez sowie im Bereich Kamensk, Krasny Sulin, Ust-Belaja Kalwita durchbrechen könnte. Stalin genehmigte die Pläne der Südwestfront und unterzeichnete am 11. Januar in der Direktive Nummer 30011 den Befehl zur Offensive, wobei Teile der 5. Panzerarmee und die 5. Stoßarmee an der südlichen Flanke wesentlich beteiligt werden sollten.
Die Armeen am rechten Frontflügel erzielten mit Unterstützung der 17. Luftarmee große Geländegewinne. Die deutschen Verbände waren an der Linie Woroschilowgrad, Slawjansk, Gorlowka, Artemowsk, Dnepropetrowsk, Losowaja, und Stalino konzentriert. Ein Einbruch bei der Armeeabteilung Fretter-Pico ließ die Donez-Linie einstürzen, sowjetische Truppen konnten einen westlichen Donez-Brückenkopf bei Woroschilowgrad großräumig erweitern.
Unterdessen gingen auch die Truppen der Südfront (Generalleutnant Rodion Malinowski) in Offensive über, nachdem den Widerstand der deutschen 4. Panzerarmee gebrochen werden konnte, wurde am 7. Februar Bataisk und Asow erreicht. Der Oberbefehlshaber der Heeresgruppe Don, Generalfeldmarschall von Manstein befahl der 1. Panzerarmee und der Armeegruppe Hollidt am 9. Februar mit dem Rückzug vom Unterlauf des Don-Flusses zum Mius zu beginnen. Gleichzeitig wurden die Panzerdivisionen aus der Raum Rostow auf die Linie Konstantinowka – Krasnoarmeiskoje umgruppiert. Am 12. Februar wurde Schachty und am nächsten Tag Nowotscherkassk von der Roten Armee befreit.
Am nördlichen Abschnitt erhielten die Truppen der 6. Armee den Auftrag zeitgleich mit der Woronesch-Front n die Offensive zu gehen, den Fluss Aidar und Nowo-Pskow zu erreichen, anschließend weiter in Richtung Swatowo und Kupjansk vorzustoßen und den Angriff in Richtung auf Balakleia fortsetzen. Bis 14. Januar sollte der Fluss Derkul und die Linie Kruschilowka-Michailowka-Anikin-Krasny Sulin erreicht werden. Der rechte Flügel der 6. Armee sollte die Offensive in Richtung Wysochinow, Belolutskaja fortsetzen, um die Truppen der Woronesch-Front zu unterstützen.
Der Hauptschlag der Südwestfront sollte von den Truppen der 3. Gardearmee geführt werden, welche durch das 23. Panzerkorps und die 346. Schützendivision unterstützt aus den Raum Scharpaewka, Gusinka in Richtung Werchnjaja Tarasowa, Gluboky, Gundorowskaja und Krasny Sulin vorgehen sollte. Einen zusätzlichen Angriff hatten die mobile Gruppe von Generalleutnant W. M. Badanow (2. Garde-Panzerkorps, 1. Garde-mechanisiertes Korps, 14. Garde- und 203. Schützenbrigade, 22. motorisierte Schützenbrigade) auszuführen, welche aus dem Sektor Olchow-Pogorelow in Richtung Kamensk antreten sollte. Die Truppen der 3. Gardearmee sollten den deutschen Gegner umgeben, das Gebiet von Kamensk erobern und bis zum 14. Januar die Linie Kruschilowka, Michailowka, Anikin erreichen. Bis zum Abend des gleichen Tages sollte die 5. Panzerarmee die Linie Anikin – Krasny Sulin erreichen. Die für die Auflösung vorgesehene 5. Panzerarmee wurde befohlen, mit der 346. Schützendivision in Richtung Bahnhof, und ein Teil der schneidigen Kräfte in Krasny Sulin, rollen die Kampfformationen des Feindes am südlichen Ufer des Flusses Sewerski Donez zu erreichen. Auf der 1. Gardearmee auf die konsequente Zerstörung der feindlichen Kräfte zugewiesen wurde, umgeben das Gebiet in Tschertkowo, Gartmaschewka, Millerowo, Streltsowka in und aus allen Kräften im Bezirk Derkul. Nach dem Eintreffen der Verstärkungen (7 Schützendivisionen, eine Schützen-Brigade und 2. Panzerkorps) wurden die Hauptkräfte der 1. Gardearmee in Richtung Nowo-Aidar und die 3. Gardearmee in Richtung Bahnstation Lutugino und Rodakowo konzentriert, um die deutsche Gruppierung bei Woroschilowgrad beidseitig zu umfassen und zu vernichten. Das 2. Panzerkorps wurde in die Kämpfe eingeführt und konnte sich am 14. Januar im Raum Scharpewki (8 km nordwestlich Ilinka) mit dem 23. Panzerkorps (General J. G. Puschkin) vereinigen.
Um die Stoßgruppe der 3. Gardearmee zu verstärken, konzentrierte die Stawka zusätzlich eine Panzergruppe mit 362 Panzer unter General Markian Popow im Raum Starobelsk, die sich aus dem 3., 10. und 18. Panzerkorps zusammensetzte, der nach dem Angriff auch das 4. Garde-Panzerkorps zugeführt wurde. General Watutin gab den Angriffsverbände sehr tiefen Geländegewinn vor, bis zum 5. Februar sollte die Linie Achtyrka, Poltawa, Dnepropetrowsk, Saporischschja, Melitopol erreicht werden und Brückenköpfe am westlichen Ufer des Dnjeprs gebildet werden.

### Südwestfront

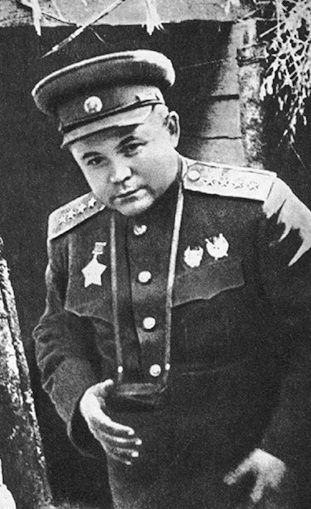
Armeegeneral N. F. Watutin

Generaloberst Nikolai Fjodorowitsch Watutin, Mitglied des Militärrats: Generalleutnant A. S. Scheltow, Stabschef: Generalleutnant S. P. Iwanow
6. Armee, Generaloberst Fjodor Michailowitsch Charitonow
15. Schützenkorps, Generalmajor Afanasi Sergejewitsch Grjasnow
- 111., 172., 244. und 267. Schützendivision, 106. Schützenbrigade
- 6., 38. und 350. Schützendivision
- 115. Panzerbrigade, Oberst Anton Michailowitsch Melnikow

2. Garde- (24.)Panzerkorps, General Wassili Michailowitsch Badanow
- 4., 25. und 26. Garde-Panzerbrigade, 4. Garde-mechanische Schützen-Brigade

Panzergruppe Popow, Generalleutnant Markian Michailowitsch Popow
18. Panzerkorps, Generalmajor Boris Sergejewitsch Bacharow
- 110., 170. und 181. Panzer-Brigade, 32. motorisierte. Schützen-Brigade

3. Panzerkorps, Generalmajor Maxim Denissowitsch Sinenko
- 51., 57. und 59. Panzer-Brigade, 103. Panzer-Brigade

10. Panzerkorps, Generalmajor Wassili Gerasimowitsch Burkow
- 178., 183. und 186. Panzer-Brigade, 11. motorisierte Schützen-Brigade
- 52. Schützendivision

4. Garde-Panzerkorps (bis zum 3. Januar 17. Panzerkorps mit 66., 67., 174. Panzer- und 31. motorisierte Schützenbrigade), Generalmajor Pawel Pawlowitsch Polubojarow
- 12., 13. Panzer-Brigade, 14. Garde-Panzer-Brigade, 3. Garde-mechanische Brigade

1. Gardearmee, Generalleutnant Wassili Iwanowitsch Kusnezow
4. Garde-Schützenkorps, Generalmajor Nikolai Alexandrowitsch Gagen
- 35., 41. und 57. Garde-Schützendivision, 195. Schützendivision
- 58. und 59. Garde-Schützendivision, 159. Schützendivision

6. Garde-Schützenkorps, Generalmajor Iwan Prokofjewitsch Alferow
- 38., 44. und 78. Garde-Schützendivision

25. Panzerkorps, Generalmajor Pjotr Petrowitsch Pawlow
- 111., 162. und 175. Panzerbrigade, 16. motorisierte Schützenbrigade

3. Gardearmee, Generalleutnant Dmitri Danilowitsch Leljuschenko
14. Schützenkorps, Generalmajor Fjodor Jefimowitsch Schewerdin
- 50., 60. und 203. Schützendivision

18. Schützenkorps, Generalleutnant Michail Iwanowitsch Saporoschenko
- 59., 243. und 297. Schützendivision
- 14. und 50. Garde-Schützendivision, 203. Schützendivision,

32. Schützenkorps, Generalmajor Dmitri Sergejewitsch Scherebin
- 266., 279., 259. Schützen-Division, 61. Garde-Schützendivision

8. Kavalleriekorps (ab 14. Februar 7. Garde-Kavalleriekorps) Generalmajor Michail Dmitrijewitsch Borisow
- 21., 55. und 112. Kavallerie-Division

1. mechanische Gardekorps, Generalmajor Iwan Nikititsch Russijanow
- 1., 2. und 3. Garde- mechanisierte Brigade

23. Panzerkorps, Generalmajor Jefim Grigorjewitsch Puschkin
- 3., 39. und 135. Panzerbrigade, 56. motorisierte Schützenbrigade

5. Panzerarmee, Generalleutnant Iwan Timofejewitsch Schljomin
- 47., 54., 321., 333. und 346. Schützendivision

2. Panzerkorps, Generalmajor Alexei Fjodorowitsch Popow
- 26., 99. und 169. Panzerbrigade, 58. motorisierte Schützenbrigade

5. mechanisches Korps, Generalmajor Michail Wassiljewitsch Wolkow
- 45., 49. und 50. mechanische Panzerbrigade

## Die sowjetische Offensive
Die Großoffensive der sowjetischen Südwestfront begann ohne operative Pause direkt im Anschluss an die Operation Ostrogoschsk-Rossosch, wo die ungarische 2. Armee zerschlagen worden war. Zu Beginn der Operation bestand die Front aus der 6. Armee, 1. und 3. Garde- sowie 5. Panzerarmee und der selbstständigen Panzergruppe Popow – Insgesamt 9 Panzer- und mechanische Korps sowie 1 Kavalleriekorps mit 29 Schützendivisionen, 1 Ski- und 3 Panzer-Brigaden. Die Schützendivisionen zählten im Durchschnitt 5500 bis 7500 Soldaten. Die Offensive des rechten Flügels der Südwestfront wurde von durch Kampfflugzeuge der 17. Luftarmee (Generalleutnant S. A. Krassowski) unterstützt.
Das Frontkommando der Südwestfront beabsichtigte den Hauptschlag auf den rechten Flügel – bei der 6. und 1. Gardearmee sowie mobile Panzergruppe Popow – aus der Region Starobelsk in Richtung Mariupol hinter der Heeresgruppe Don zu setzen, um den deutschen Truppen den Rückzug nach Westen abzuschneiden. Die Truppen des linken Frontflügels – die 3. Garde- und die 5. Panzerarmee – sollte beidseitig Woroschilowgrad am Donez vorrücken. Der Angriff der 6. Armee war als Ablenkungsschlag angesehen, da die Panzergruppe Popow für den Hauptschlag in Richtung auf Krasnoarweiskoje (Prokrowsk) und Balakleia vorgesehen war. Nach einer Woche sollte mit diesem Vorstoß auf einer Tiefe von 110 km die Linie Mospanowoje (50 km südöstlich von Charkow) – Balakleia – Petrowskoje (30 km südlich von Balakleia) erreicht werden. Bei den mobilen Streitkräften der Front befand sich die Masse der ersten Staffel in den ersten Angriffstagen an der Front, nur das 1. Garde- und das 25. Panzerkorps blieben noch in Reserve.
Der Südwestfront gegenüber standen die Formationen der deutschen 1. Panzerarmee und der Armeeabteilung Hollidt – insgesamt bis zu 14 Divisionen, darunter 6 Panzerdivisionen. Die Armeeabteilung Fretter-Pico (Gen. Kdo XXX. mit 335 .I.D., 3. Geb.Div. und 304. I.D., Reste 27., 19. und 20. Pz.Div.) und die Armeeabteilung Hollidt (Gen.Kdo XVII. mit 62., 294., 302., 336. und 387. I.D. und 11. Pz.Div.) waren neu organisiert worden. Diese Einheiten bestanden aus Resten diverser Einheiten und einige wenige neu zugeführte Divisionen. Das aus dem Raum Rostow nach Artemowsk herangeführte III. Panzerkorps (3. und 7. Pz.Div.) übernahm die Führung am linken Armeeflügel zwischen Slawjansk und südlich Lissitschansk, das XXXX. Panzerkorps befand sich im Antransport.

### Der Angriff am 29. Januar

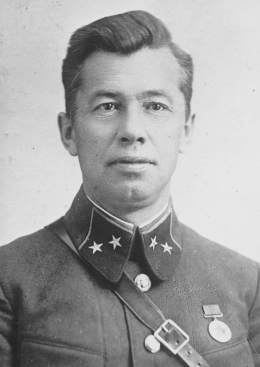
Generalleutnant Fjodor Michailowitsch Charitonow

Die Kämpfe um den Donbass begannen am 29. Januar mit der Offensive der Südwestfront zwischen Kupjansk und Woroschilowgrad. Die Truppen der 6. Armee (Generalleutnant F. M. Charitonow) griffen auf einem 20 Kilometer langen Abschnitt den rechten Flügel der in Bildung begriffenen Armeeabteilung Lanz (298. und 320. Infanterie-, Reste 27. Panzer-Division, Sturmgeschütz-Abteilung 193 und 393) an und drangen in Richtung Kupjansk und Swatowo vor. In der 1 Staffel waren zwei Garde-Schützenkorps mit 14 Divisionen sowie 4 Panzerkorps mit 13 Panzer- und 4 mechanische Brigaden angesetzt. Der Befehlshaber der Südwestfront befahl unter Berücksichtigung der Tatsache, dass auch der rechte Nachbar – die 3. Panzerarmee der Woronesch-Front – im Raum südöstlich von Charkow vorging, den Truppen der 6. Armee, ihren Vormarsch zu beschleunigen. General Charitonow stellte seine Truppen die Aufgabe – die Eisenbahnstrecke Charkow-Losowaja zu unterbrechen und damit die Übertragung deutscher Reserven von Süden nach Charkow zu verhindern. Vier Divisionen und eine Schützenbrigade, verstärkt durch eine Panzerbrigade, ein Panzerregiment und drei Artillerie-Regimenter, waren in einen 60 km breiten Streifen angesetzt. Auf dem linken Flügel der Front wurde der Angriff der 5. Panzerarmee (General Schljomin) und des 8. Kavalleriekorps (General Borissow) zunächst in langwierige Kämpfe mit deutschen Reserven verwickelt und kam nur schrittweise voran.
Das 15. Schützenkorps (Generalmajor A. S. Grjasnow) setzte nach einem deutschen Gegenangriff die eigenen Angriffe fort. Die 350. Schützen-Division griff die Positionen der 298. Infanterie-Division (Generalmajor Herbert Michaelis) entlang des Flusses Liman an, bei Swatowo konnte die deutsche 320. Infanterie-Division (Generalleutnant Georg-Wilhelm Postel) den sowjetischen Angriff stoppen. Auch die 298. Infanterie-Division sowie die Sturmgeschütz-Abteilungen 193 und 393 konnten den Angriff mit Hilfe von Flak- und Sturmgeschützen noch abschlagen.

### Der Angriff am 30. Januar
Um den Erfolg der 6. Armee auszuweiten, befahl Generaloberst Watutin für den 30. Januar den Angriff der 1. Gardearmee (Generalleutnant W. I. Kusnezow) und 3. Gardearmee (Generalleutnant Dmitri D. Leljuschenko), dazu am linken Flügel das 8. Kavalleriekorps zum Angriff gegen die Armeeabteilung Fretter-Pico. Die 1. Gardearmee operierte auf einer etwa 90 Kilometer breiten Front.
Bei dem am rechten Flügel der 6. Armee eingesetzten 4. Garde-Schützenkorps (35., der 57. Garde- und 195. Schützendivision) waren über 100 Panzer der Gruppe Popow (3., 10. und 18. Panzerkorps) konzentriert. Das an der Spitze stehende 18. Panzerkorps hatte die Aufgabe, den Donez in der Angriffszone der 1. Gardearmee zu überqueren und die Stadt Lissitschansk in Besitz zu nehmen und dann nach Südwesten vordringen. Am fünften Tag der Offensive sollte das Korps in Wolnowacha stehen, infolgedessen sollte das durchschnittliche Tempo täglich 45 km betragen. Die mobile Gruppe der 3. Gardearmee – das 8. Kavalleriekorps unter Generalmajor M. D. Borisow – sollte über Debalzewo in Richtung Makejewka durchbrechen und im Raum Stalino mit der mobilen Gruppe Popow verbinden.
Popows Kräfte – das 18. Panzerkorps des 3. und 10. Panzerkorps überquerten den Sewerski Donez im Mündungsbereich, gleichzeitig begann die sowjetische 3. Gardearmee eine Großoffensive auf Kamensk-Schachtinski. Die Verteidigung im Raum Lissitschansk leistete die deutsche 19. Panzerdivision. Der sowjetische Fortschritt wurde durch deutsche Gegenangriffe, die von Sturmgeschützen getragen wurden, eingedämmt, worauf bei der Panzergruppe Popow auch das 4. Garde-Panzerkorps in die Schlacht eingeführt wurde. Der Fronteinbruch der 1. Gardearmee bei der 304. Infanterie-Division ließ die Donez-Linie vorzeitig einstürzen, sowjetische Truppen konnten bei Woroschilowgrad den bestehenden westlichen Donez-Brückenkopf erheblich erweitern. Die italienische Division „Ravenna“, welche ebenfalls am Donez stand, hätte die 304. I.D. unterstützen sollen, musste aber aufgrund des vorzeitigen Zerfalls aus der vorderen Linie gezogen werden. Das rechte, steile Ufer des Flusses Donez im Raum Slawjansk gab nach Ankunft von Teilen der 7. Panzerdivision noch Hoffnung, eine stabile Verteidigung erreichen zu können. Die zum Gegenstoß angetretene Kampfgruppe Horst der 19. Panzerdivision versuchte die bei Nowo-Pskow eingeschlossenen Reste der 27. Panzerdivision freizukämpfen. Zu dieser Zeit kämpfte die 106. Schützen-Brigade der 6. Armee um Sofijewka und die 172. Schützendivision mit der 115. Panzerbrigade um die Bahnstation Kislowka, die Bahnstrecke Kupjansk – Swatowo – Lissitschansk wurde erreicht. Zu schweren Kämpfen kam es im Raum Kremennoje, wo die Hauptkräfte der Gruppe Popow eingesetzt waren.
Bei der 1. Gardearmee begannen die 35. und die 57. Garde-Schützendivision die Offensive in Richtung Krasny Liman. Am linken Flügel der 1. Gardearmee bildete das 6. Garde-Schützenkorps mehrere Übergänge über den Sewerski-Donez und schuf am rechten Ufer einen Brückenkopf. Am rechten Flügel zur benachbarten 6. Armee, welche die Verbindung zur Woronesch-Front herstellte, wurde das 4. Garde-Schützenkorps mit fast 100 Panzer konzentriert. Die mobile Gruppe Popow wurde an der Naht zwischen der 6. und 1. Gardearmee in die Schlacht am Donez eingeführt. An der rechten Flanke operierte das 3. Panzerkorps, das 18. Panzerkorps (Generalmajor B. S. Bacharow) auf der linken Flanke. Das 10. Panzerkorps (General W. G. Burkow) hatte die Aufgabe den Durchbruch der 1. Gardearmee und die Überquerung des Sewerski Donez zu erreichen – am zweiten Tag Artemowsk und Makejewka zu nehmen und Stalino zu erreichen. Das 4. Garde-Panzerkorps (Generalmajor P. P. Polubojarow) befand sich zunächst in der zweiten Staffel. Das 18. Panzerkorps hatte die Aufgabe, den Donez in der Angriffszone der 1. Gardearmee zu überqueren und die Stadt Lissitschansk in Besitz zu nehmen und dann nach Südwesten vordringen. Die 350. Schützendivision umging Swatowo und griff gegen das Dorf Stelmachowka von Westen an. Am Abend des 30. Januar wurde die 35. Garde- und 195. Schützendivision und die 11. Panzerbrigade im Raum Liman aus dem Norden angegriffen, Teile der 57. Garde-Schützendivision und des 10. Panzerkorps erreichten südöstlich der Stadt den Donez. Teile des 15. Schützenkorps startete im Raum Pokrowsk eine Offensive gegen die 298. Infanteriedivision. Links von der 6. Armee operierte die 1. Gardearmee mit der 195. Schützendivision und dem 4. Garde-Panzerkorps gegen Kremennoje und rückte in Richtung Krasny Liman vor. In der ersten Staffel nahmen drei Schützendivisionen des 4. Garde-Schützenkorps teil und überquerten den zugefrorenen Fluss Krasnaja und griffen die Stellungen der deutschen 19. Panzerdivision nördlich von Lissitschansk an. Die sowjetische Offensive wurde mit schwerem Artilleriefeuer und Gegenangriffen durch das 209. Sturmgeschütz-Regiment empfangen. Im Zentrum der 1. Gardearmee erreichte die 41. Garde-Schützendivision im Zusammenwirken mit Teilen des 18. Panzerkorps den Sewerski Donez und drang in den nördlichen Stadtrand von Lissitschansk vor.
Nach dem Durchbruch der ersten deutschen Verteidigungslinie bewegten sich das vorrückende sowjetischen Panzerkorps und zwei Schützendivisionen nach Südwesten in Richtung Krasny Liman und den Eisenbahnknoten Slawjansk und Barwenkowo. Beide Bahnknoten lagen an der vom Dnjepr ausgehenden Bahnstrecke, die der Versorgung der deutschen Truppen im Donbass diente. Trotzdem entwickelte sich die Offensive der 1. Gardearmee und der Panzergruppe Popow nicht so schnell wie es der Frontkommandeur N. F. Watutin geplant hatte.

### Der Angriff am 31. Januar
Am 31. Januar blieb die Offensive der sowjetischen 6. Armee noch erfolgreich. Die deutsche 19. Panzerdivision zog sich aus dem Raum Lissitschansk zurück. Der erbitterte Widerstand der deutschen Verteidigung zwang den Armeekommandanten Kuznezsw, das 4. Garde-Panzerkorps des Generalmajor Polubojarow in die Schlacht einzuführen. In Zusammenarbeit mit dem 4. Garde-Schützenkorps (35., 41. Garde- und 195. Schützen-Division) unter Generalmajor Nikolai Alexandrowitsch Gagen wurde die Bahnstation von Kremennaja (10 km nordwestlich von Rubeschnoje) genommen. Gegenangriffe der deutschen Gruppe Schmidt (Teile 19. und 20. Panzerdivision) wurden durch Teile des 10. Panzerkorps abgewehrt.
Das 3. Panzerkorps (Generalmajor M. D. Sinenko) kämpfte mit einer seiner Brigaden zusammen mit der 57. Garde-Schützendivision am nördlichen Stadtrand von Slawjansk. Seine Hauptstreitkräfte, die den Erfolg der Offensive nach Süden ausbauten, näherten sich Kramatorsk von Norden. Links von der 6. Armee operierte die 195. Schützendivision der 1. Gardearmee, welche mit der 35. Garde-Schützendivision (Generalmajor Iwan Jakowljewitsch Kulagin) des 4. Garde-Schützenkorps die Stadt Krasny Lyman befreite.
Nach dem erfolglosen ersten Angriff auf Sofijewka begann die 106. Schützenbrigade, die deutsche Verteidigung von Süden her zu umgehen. Die nahe gelegene 172. Schützendivision brach durch die Verteidigung der deutschen 298. Infanterie-Division bei Kislowka ein und erreichte die Verbindung zur 350. Schützendivision dadurch wurde die deutsche 320. Infanterie-Division praktisch abgeschnitten. Die 267. Schützendivision besetzte Swatowo, und die 320. Infanterie-Division, die sich bis zuletzt hartnäckig in diesem Gebiet widersetzt hatte, musste sich nach Nordwesten zurück kämpfen. Die deutsche 298. Infanterie-Division wurde von der sowjetischen 6. Armee weiter über den Oskol-Abschnitt nach Kupjansk zurückgedrängt.

### Die Kämpfe Anfang Februar
Am 1. Februar traf das Oberkommando der deutschen 1. Panzerarmee über Rostow im Donbass ein, die dort befindliche 19. Panzerdivision, die Überreste der 27. und die 7. Panzerdivision wurde dem III. Panzerkorps (General der Panzertruppe Hermann Breith) unterstellt. Die Ankunft der 3. Panzerdivision war für 4. Februar erwartet, verzögerte sich jedoch aufgrund schwieriger Straßenverhältnisse um mehrere Tage. Nach dem Eintreffen der 3. Panzerdivision sollte die 1. Panzerarmee die südlich des Donez durchgebrochenen sowjetischen Divisionen angreifen. Im Wesentlichen hatte die Heeresgruppe Fretter-Pico zu wenig Kräfte, um die rechte Flanke der Front im Norden wieder herzustellen. Das Eintreffen der über Rostow umgruppierten ersten Formationen der 1. Panzerarmee ermöglichte es, die Nordflanke der Heeresgruppe Don zu verstärken und den Austritt weiterer sowjetischer Schützen- und Panzerverbände in den Rücken der Armeeabteilung Fretter-Pico abzuriegeln.
Am 1. Februar umging das 4. Garde-Panzerkorps die Stadt Slawjansk von Westen her ohne sich auf Kämpfe einzulassen und rückte nach Kramatorsk vor. Dabei wurden die Eisenbahnlinie und die von Slawjansk nach Süden führende Autobahn abgeschnitten. Die Eroberung von Slawjansk selbst überließ das Korps Polubjarow den dahinter vorrückenden Schützendivisionen. Die Einnahme von Kramatorsk gelang schnell, aber das 4. Garde-Panzerkorps hatte bereits Schwierigkeiten mit der Versorgung von Treibstoff und Munition und zählte nur noch 37 Panzer.
Am 2. Februar drang die 195. Schützendivision in den nordöstlichen Stadtrand von Slawjansk ein, die Untätigkeit der 57. Garde-Schützendivision verpasste die Gelegenheit eines schnellen Handstreiches. Armeegeneral Watutin wies Generalmajor Sinenko noch am Abend grob zurecht: „Sie sind der Hauptschuldige, der den Erfolg der ersten Operationsphase verhindert hat. Ich überlasse Ihnen trotzdem die Position des Korpsführers, in der Hoffnung, dass Sie in Zukunft in der vollständigen Erfüllung der Ihnen übertragenen Aufgaben Ihr Verschulden abtragen werden. Das letzte Mal warne ich Sie und befehle Ihnen, das kriminelle Trampeln hinter der Infanterie einzustellen, mutig und entschlossen voranzugehen, den Feind zu umzingeln und zu vernichten. Spätestens am 4. Februar ist das Gebiet von Slawjansk, Kramatorsk und Druschkowka in Besitz zu nehmen.“
Vor dem linken Flügel der sowjetischen 3. Panzerarmee wurde die deutsche 298. Infanterie-Division weiter zurückgedrängt, das 15. Schützenkorps (Generalmajor A. S. Grjasnow) besetzte am 3. Februar die Stadt Kupjansk, eingesetzt war dabei die 350. (Generalmajor Alexander Pawlowitsch Gritsenko) und die 172. Schützen-Division (Oberst Nikolai S. Timofejew), welche von der 115. Panzerbrigade (Oberst Anton Michajlowitsch Melnikow) unterstützt wurde.
Am 4. Februar übernahm das sowjetische 3. Panzerkorps in Zusammenwirken mit der 57. Garde-Schützendivision (Generalmajor Andrei Pawlowitsch Karnow) die Kontrolle über Slawjansk und eroberte anschließend zusammen mit dem 4. Garde-Panzerkorps die Stadt Kramatorsk. Das 3. Panzerkorps erreichte Kramatorsk am 5. Februar mit nur noch 23 Panzern. Bald traf die lang erwartete Infanterie der 7. Ski-Brigade ein, mit ihr auch kostbarer Treibstoff und Munition.
Die deutschen Einheiten, die sich hier entgegenstellten, verfügten noch nicht über genügend Kräfte, um Kramatorsk zu stürmen. Die Ankunft des 3. Panzerkorps milderte die angespannte Erwartung zusätzlich.
Der allgemeine Zustand der Gruppe Popow ließ bereits zu wünschen übrig, sie hatte bereits Hunderte von Kilometern zurückgelegt und war technisch verbraucht. Vieles an der Panzertechnik bedurfte bereits der Überholung, die Versorgungsbasen lagen aber zu weit zurück, es gab zu wenig Treibstoff und Munition.
Im Raum 10 km südlich von Lissitschansk hielten die deutsche Truppen (3. und 7. Panzerdivision) eine starke Verteidigungslinie und konnten etwa 50–60 Panzer einsetzen. Das sowjetische 10. Panzerkorps, das vom Donez nach Süden vorging, traf am 3. Februar auf die deutsche 7. Panzerdivision und musste in die Defensive übergehen. Die Trennlinie zwischen der 3. und 7. Panzerdivision verlief etwa in der Mitte zwischen der Eisenbahnlinie von Artemowsk und Kramatorsk. Zwischen dem 4. und 6. Februar versetzte das deutsche Kommando Teile der 7. Panzerdivision und die aus Nordfrankreich kommende 333. Infanterie-Division an die Donezfront, ab dem 6. Februar trafen erste Teile der 11. Panzerdivision im Raum Artemowsk und Konstantinowka ein. Die aus dem Raum Rostow herangezogenen deutschen Panzerdivisionen konnten die Offensive in Richtung Artemowsk nur abschwächen. Infolge der Kämpfe übergab die 178. Panzerbrigade, die bei den Kämpfen schwere Verluste erlitten hatte, die verbleibenden Panzer an die 183. Panzerbrigade und wurde aus dem Kampf zurückgezogen.
Falls der Roten Armee die Einnahme von Rostow durch einen Durchbruch von Norden her gelänge, wäre nicht nur die Heeresgruppe A abgeschnitten, sondern auch die 4. Panzerarmee verloren. Die Panzergruppe Popow war mit 4 Panzerkorps durchgebrochen, konnte aber aufgrund Nachschubmangels den Durchbruch nur begrenzt ausnutzen. Manstein befahl Generaloberst Hoth auch das LII. Armeekorps (Gen. der Inf. Ott) und die 6. Panzerdivision freizumachen und in den Raum nördlich Graiworon und Belgorod zu verlegen.

### Schlacht um Slawjansk
Das deutsche Oberkommando legte großen Wert darauf, Slawjansk, einen wichtigen Knotenpunkt für den Nachschub zu erhalten, das aus dem Kaukasus herangeführte XXXX. Panzerkorps übernahm die Führung. Nachdem sich die deutschen Truppen in den wichtigsten Gebieten des Donbass verstärkt hatten, wurde der weitere Vormarsch der sowjetischen Truppen auf Lissitschansk, Druschkowka (10 km südlich von Kramatorsk) und Krasnoarmeisk gestoppt. Zur gleichen Zeit griff das 4. Garde-Panzerkorps mit der 14. Panzerbrigade aus der Region Jampol (20 km nordöstlich von Slawjansk) nach Kramatorsk an und brach in den östlichen Stadtrand ein. Die 35. Garde-Schützendivision des 4. Garde-Schützenkorps durchbrach mit anderen Truppen der roten 6. Armee das stark befestigte Gebiet von Slawjansk von Norden her und schnitt die Autobahn von Isjum nach Slawjansk ab. Aufbauend auf diesem Erfolg begann die 35. Garde-Schützendivision am 5. Februar Straßenkämpfe in Barwenkowo, das 18. Panzerkorps befreite nach Kämpfen mit der deutschen Gruppe Schmidt (Teile 19. Panzerdivision) die Stadt am 6. Februar.
Bei Slawjansk führte die deutsche 333. I.D. Gegenangriffe gegen die im nordöstlichen Stadtrand eingebrochene 195. Schützendivision. Zwischen Barwenkowo, Losowaja und Krasnoarmeiskoje wurden weitere deutschen Panzertruppen entladen. Die Masse der Panzergruppe Popow konnte nicht mehr weiter in Richtung Artemowsk vorrücken.
Am 7. Februar befahl Watutin dem Oberkommando der 1. Gardearmee in Zusammenarbeit mit der mobilen Gruppe Popow den deutschen Widerstand bei Slawjansk, Konstantinowka und Artemowsk zu brechen. Der Fluss Orelka (25 km nordwestlich von Losowaja) sollte erreicht werden, im weiteren Vorgehen auf Krasnoarmeisk die Linie Slawjanka, Nowo-Troizkoje. Durch diese Angriffe sollte der 3. Gardearmee die Rückeroberung von Woroschilowgrad erleichtert werden.
General Popow ahnte bereits, dass das 4. Garde-Panzerkorps bald mit deutschen Gegenangriffen konfrontiert werden würde und ließ nach und nach den Rest seiner Korps vorrücken. Die Verbände des 18. und 10. Panzerkorps hatten am Morgen des 9. Februar nach Süden zu schwenken, um in die Kämpfe um Artemowsk einzugreifen. General Popow musste notwendige Umgruppierungen vornehmen und wollte die Operation erst am 10. Februar wieder aufzunehmen. Er berichtete dem Frontkommandeur, dass bereits an die 160 deutsche Panzer vor seiner Gruppe operierten, während bei der eigenen Gruppe nur noch 140 Panzer einsetzbar waren, die auf 70 km Breite vorrücken sollten. Generaloberst Watutin forderte aber schnelle Fortschritte der Panzergruppe und ordnete für das 4. Garde- und 3. Panzerkorps an, die deutsche Gruppierung zwischen Slawjansk und Konstantinowka bis zum Morgen des 8. Februar zu schlagen und diese Städte zusammen mit der 1. Gardearmee einzunehmen. Die 35. Garde-Schützendivision, die am rechten Flügel der 1. Gardearmee vorrückte und eng mit der 6. Armee interagierte, näherte sich dem großen Eisenbahnknotenpunkt von Losowaja, alle Rückzugswege auf der Schiene wurden für den Gegner unterbrochen. Das 4. Garde-Panzerkorps hatte den größten Teil von Krasnoarmeiskoje in die Hände gebracht. Zur Verstärkung waren Teile des 10. Panzerkorps aus der Region südwestlich von Slawjansk vorgegangen. Sinenkos 3. Panzerkorps blieb auf Popows Befehl zurück, um Kramatorsk zu halten und konzentrierte sich nördlich von Slawjansk im Gebiet Majaki-Chrestischche. Die 52. Schützendivision hatte die erreichte Linien östlich von Slawjansk zu halten. Das 25. Panzerkorps (Generalmajor P. P. Pawlow) wurde der 1. Gardearmee aus der zweiten Staffel nachgeführt.
Am 10. Februar drangen Einheiten der 35. Garde-Schützendivision am nördlichen Stadtrand von Losowaja vor und befreite die Stadt am nächsten Tag nach hartnäckigen Straßenkämpfen. Am gleichen Tag erhielt das 4. Garde-Panzerkorps den Befehl, die Sicherung in Kramatorsk an das 3. Panzerkorps zu übertragen und Krasnoarmeiskoje (vorher Postyschewo) anzugreifen, einen wichtigen Eisenbahn- und Verkehrsknotenpunkt im Donbass. In der Nacht rückte das Korps zusammen mit der zur Verstärkung eingetroffenen 9. Panzerbrigade, und der 7. Ski-Brigade vor. Der Verkehrsknotenpunkt Krasnoarmeiskoje wurde in der Nacht vom 10. auf den 11. Februar durch das sowjetische 4. Garde-Panzer-Korps besetzt. Die 14. Garde-Panzerbrigade führte die Spitze an und besetzte am 11. Februar um 4.00 Uhr morgen Grischino, die Hauptkräfte drangen gegen 9 Uhr in Krasnoarmeiskoje ein. Grischino lag weniger als einen Kilometer von der Eisenbahnlinie entfernt. Der Vormarsch des 4. Garde-Panzerkorps hatte sofort Auswirkungen auf das deutsche Versorgungssystem im Donbass. Zu diesem Zeitpunkt hatte das 4. Garde-Panzerkorps die Stärke einer vollwertigen Brigade und zählte nur mehr 37 Panzer.
Zu diesem Zeitpunkt wurde die Panzergruppe Popow schrittweise mit neuen Material aufgefüllt worden, am 11. Februar traf die 11. Panzerbrigade zur Verstärkung des 10. Panzerkorps ein. Die Aufgabe des 10. Panzerkorps bestand am 12. Februar darin, sich in Krasnoarmeiskoje zu konzentrieren, um einen Angriff auf Stalino vorzubereiten. Dieser Befehl berücksichtigte jedoch nicht die deutschen mobilen Formationen, die in der Region Slawjansk eintrafen. Überraschend wurde am Morgen des 12. Februar das 4. Garde-Panzerkorps aus dem Süden und Osten angegriffen. Die deutsche SS-Division „Wiking“ konnte wieder in Grischino eindringen und unterbrach die Verbindungen des 4. Garde-Panzerkorps in den Außenbezirken von Krasnoarmeiskoje. Es folgten wiederholte Gegenangriffe der SS-Division in Richtung auf Nowo-Pawlowka und Gnatowka. Das 10. Panzerkorps rückte entlang der Route des 4. Garde-Panzerkorps in Richtung Krasnoarmeiskoje nach und war plötzlich massiven Angriffen deutscher Kampfflugzeuge ausgesetzt. Der Korpsführer W. G. Burkow wurde dabei schwer verwundet; Generalmajor A. P. Panfilow übernahm vorübergehend das Kommando.
Der Angriff einer Kampfgruppe der deutschen 11. Panzerdivision des deutschen XXXXX Panzerkorps traf am 12. Februar im Raum 10 km westlich von Slawjansk auf die 11. Panzerbrigade. Bei Tscherkasskoje griffen am Nachmittag bis zu 30 deutsche Panzer und Schützenpanzer die sowjetische 11. Panzerbrigade an. Ein nächtlicher Gegenangriff der 11. motorisierten Schützenbrigade stellte die Situation wieder her, um 24.00 Uhr war der östliche Teil von Tscherkasskoje wieder besetzt. Die 11. Panzerbrigade verlor jedoch die meisten ihrer Panzer, 10 T-34 wurden zerstört. Für den 13. Februar erhielt auch das 18. Panzerkorps den Befehl, nach Krasnoarmeiskoje vorzurücken, seine bisherigen Positionen waren an die Einheiten des 4. und 6. Garde-Schützenkorps abzugeben. Das letzte Panzerkorps der mobilen Gruppe Popow, das 18. Panzerkorps wurde hinter dem 10. und 4. Garde-Panzerkorps nachgeschickt.
Das Oberkommando der deutschen 1. Panzerarmee musste seine Truppen neu gruppieren: Teile der 7. Panzerdivision wurde aus Slawjansk und die 333. Infanteriedivision aus dem Städtedreieck Alexandrowka, Stepanowka, Spas-Michailowka nach Krasnoarmeiskoje zum XXXX. Panzerkorps umgruppiert. Die Aufklärung der 1. Gardearmee und der Panzergruppe Popow bemerkte diese Umgruppierungen nicht und vermuteten einen deutschen Rückzug zum Dnjepr, der sich hinter einer Reihe von Gegenangriffen versteckte. Ein deutscher Bombenanschlag auf Krasnoarmeiskoje war zielgerichtet: Der zentrale und östliche Teil von Krasnoarmeiskoje, ebenso wurde der nördliche und westliche Teil von Krasnoarmeiskoje sowie das Gebiet des Vorortes Grischino vom Flugplatz Dnjepropetrowsk aus schwer bombardiert. Die Avantgarde des 10. Panzerkorps, die 183. Panzerbrigade nahm Verteidigungspositionen im Bereich der Krasnoarmeiskoje gegen Einheiten der deutschen 333. Infanteriedivision ein. Das 4. Garde-Panzerkorps hatte am 14. Februar die Bahnstation Tschunischino erreicht, weitere Erfolge waren wegen Gegenangriffe der deutschen 7. und 11. Panzerdivision bei Kramatorsk und Krasnoarmeiskoje nicht möglich. Infolge des Gegenangriffs der Gruppe Balck konnte das 10. Panzerkorps nur die 183. Panzerbrigade dem 4. Garde-Panzerkorps zur Hilfe senden. Besonders kritisch wurde die Situation als der dabei abgeschnittenen 4. Garde-Panzerkorps die Munition und der Treibstoff ausging, das Nachkommen der 7. Ski- und einer Schützenbrigade konnte die Situation aber entspannen. Die 183. Panzerbrigade (Oberst G. J. Andrjuschenko) konnte nach Krasnoarmeiskoje durchbrechen und auch die 35. Garde-Schützendivision beim Kampf um Stepanowka unterstützen.
Derweil konnte ebenfalls am 14. Februar konnte das 18. Schützenkorps (Generalmajor Michail Iwanowitsch Saporoschenko) der 1. Gardearmee mit Unterstützung des 1. Kampffliegerkorps (Generalmajor W. I. Schewtschenko) der 17. Luftarmee im Kampf mit der deutschen 304. Infanterie-Division und 3. Gebirgs-Division (Gen. Kdo. XXX.) die Stadt Woroschilowgrad zurückerobern: im Kampf standen dabei die 59. (Oberst Georgi P. Karamyschew) und 279. Schützen-Division (Oberst Gerasim Wassiljewitsch Muchin) sowie Teil der 243. Schützen-Division (Oberst Alexander A. Kutsenko).
Noch bevor die über Tscherkassk herangeführte deutsche Gruppe Balck (7. und 11. Panzerdivision) bei Krasnoarmeiskoje wirksam werden konnte, griffen die Einheiten des 10. Panzerkorps bei Kramatorsk wieder an. In der Zwischenzeit versuchte das 4. Garde-Panzerkorps in Richtung Selidowka anzugreifen, die meisten Panzer waren aber bereits ohne Treibstoff und ein Durchbruch in Richtung Stalino nicht mehr realistisch.

### Pattsituation bei der Panzergruppe Popow

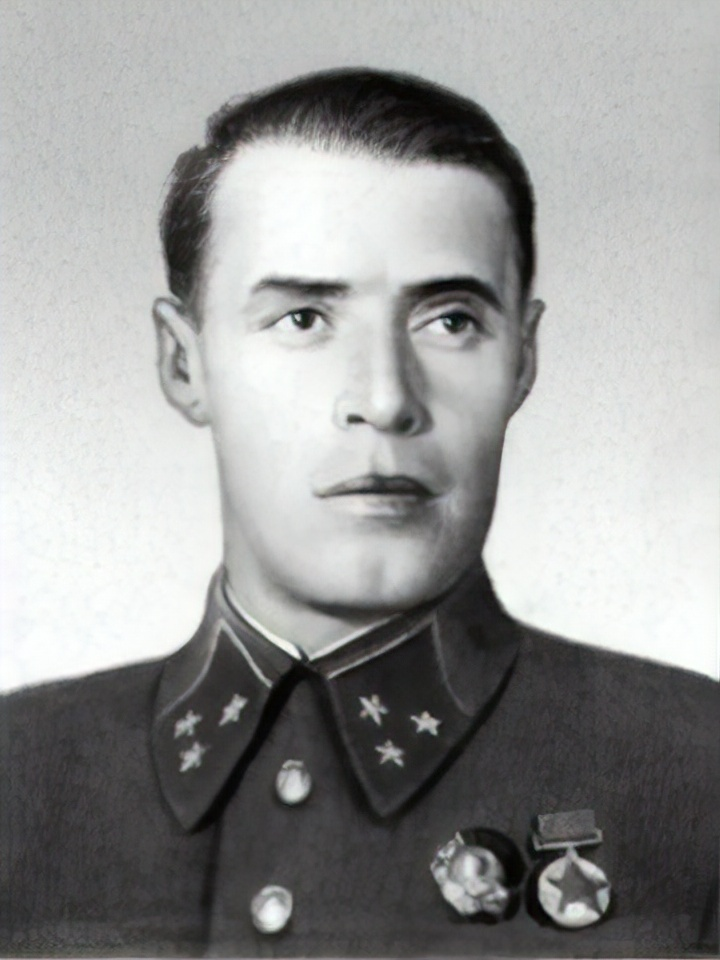
General Markian Popow

Am 15. Februar zeichnete sich eine Pattsituation an der Front bei Krasnoarmeiskoje ab. Der Angriff des 10. Panzerkorps bei Schabelkowka verhinderte, dass die Gruppe Balck in den Rücken des 3. Panzerkorps gelangen konnte, aber der sowjetische Vormarsch wurde verzögert. Am Morgen ersetzte die 110., 170. und 181. Panzerbrigade Einheiten des 10. Panzerkorps im Gebiet von Tscherkassk. Bald wurde das Korps von der 38. Schützendivision abgelöst und rückte weiter nach Dobropolje vor. Die 7. separate Ski-Brigade drängte die Deutschen nach Grischino zurück und stellten die Versorgung zur halb eingekreisten Garnison in Krasnoarmeiskoje mit Munition wieder her. Die Haupteinheiten des 10. Panzerkorps rückten in Richtung Dobropolje und Stepanowka vor, die 183. Panzerbrigade besetzte Swjatogorowka. Die SS-Division „Wiking“ startete einen Gegenangriff in Richtung Nowo-Pawlowka. In der Zwischenzeit wurden die Angriffe auf Krasnoarmeiskoje stetig fortgesetzt: Die SS-Division „Wiking“ umging Krasnoarmeiskoje aus dem Osten und startete einen mächtigen Gegenangriff von der Eisenbahn Krasnoarmeiskoje – Dobropolje. Die Truppen der 6. Armee näherten sich Pawlograd.
Erst am Abend am 14. Februar drangen Einheiten des 18. Panzerkorps (General B. S. Bacharow) in Tscherkassk ein und begannen, das 10. Panzerkorps zu wechseln. Am Abend des Tages näherten sich Einheiten des 18. Panzerkorps Schabelkowka und verstärkten das 10. Panzerkorps. Letztere konzentrierten sich bis 19:00 Uhr auf das Gebiet von Sergejewka, um später in Richtung der Roten Armee vorzurücken. So verzögerte sich der Vormarsch nach Krasnoarmeiskoje um mehr als zwei Tage, und 1900 hatte das 10. Panzerkorps gerade die Schlacht um die Kommunikation in der Nähe von Kramatorsk verlassen und sich in Sergejewka (5 km südwestlich von Kramatorsk) konzentriert. Hier versammelten sich die 11. Panzerbrigade (3 T-34, 5 T-70), die 186. Panzerbrigade (2 KW 1, 6 T-70) und die 11. motorisierte Schützenbrigade. Während das 10. Panzerkorps den Gegenangriff von Balcks Division abwehrte, wehrte das 4. Garde-Panzerkorps im Alleingang Angriffe auf Krasnoarmeiskoje ab. Die Verteidigung des Eisenbahnknotens und des benachbarten Grischino wurde dadurch begünstigt, dass mehrere Backsteingebäude bestanden, die in der Art der Pillbox des Ersten Weltkrieges angelegt waren. In der Gegend von Dobropolje (nördlich von Krasnoarmeiskoje) konzentrierte sich das 10. Panzerkorps am 16. Februar um 09:00 Uhr. Am 16. und 17. Februar nahm das Korps die Verteidigung auf, indem es Minenfelder angelegt hatte.
Am 17. Februar erhielt Generalleutnant Wassili I. Kusnezow, der Befehlshaber der 1. Gardearmee die Weisung, mit der 57. Garde-Schützendivision nach Slawjansk anzugreifen. Am Morgen des 18. Februar begann die Offensive in Richtung Konstantinowka und Artemowsk. Das 6. Garde-Schützenkorps begann damit, seine Stellungen an andere Einheiten des linken Flügels der Armee zu übergeben und seine Verbände über Barwenkowo und Losowaja in den Raum Petrikowka (40 km westlich von Nowo-Moskowsk) umzugruppieren.
Am gleichen Tag entschied der Befehlshaber der Südwestfront, dass die Offensive in Richtung Krasnograd und Pereschtschepino durch die 6. Armee fortzusetzen sei und bis zum Abend des 17. Februar die Linie Karlowka (20 km nordwestlich von Krasnograd) – Nowo-Moskowsk erreicht werden müsse. Aufgabe der 1. Gardearmee sei es, in allgemeiner Richtung auf Sinelnikovo anzugreifen und bis zum 18. Februar Pawlograd zu erreichen und den Angriff auf Saporischschja vorzubereiten. Der Panzergruppe Popow wurde befohlen in zwei Richtungen zu operieren: nach Artemowsk und nach Stalino und zur Bahnstation von Wolnowacha sowie anschließend zur Küste nach Mariupol einzudrehen.
Das deutsche Oberkommando hatte die eigenen Truppen im Raum Krasnoarmeiskoje verstärkt, die Gruppe Henrici sollte den weiteren Vormarsch der sowjetischen Panzer in Richtung Stalino aufhalten. Am 18. Februar startete das deutsche XXXX. Panzerkorps einen Gegenangriff am nördlichen und nordöstlichen Stadtrand von Krasnoarmeiskoje mit der 11. Panzerdivision rechts, der 7. Panzerdivision links und der SS-Division „Wiking“ in der Mitte. Die Verteidigung des 4. Garde-Panzerkorps wurde durchbrochen und das Stadtzentrum erreicht. Nur die 12. Garde-Panzerbrigade konnte sich weiterhin im westlichen Stadtteil halten. Diese Tatsache löste im Hauptquartier der Südwestfront eine sofortige Reaktion aus. Nach der Rückeroberung von Krasnoarmeiskoje durch die SS-Division „Wiking“ mit Unterstützung der 333. Infanterie- und der 7. Panzer-Division wurden am 18. Februar zahlreiche Tote entdeckt, die Verstümmelungen und Spuren von Misshandlungen aufwiesen.

## Die deutsche Gegenoffensive

### Gegenoffensive der deutschen 1. Panzerarmee
Am 19. Februar startete das deutsche XXXXXVIII. Panzerkorps eine Gegenoffensive gegen die Kräfte des linken Flügels der Südwestfront und erreichte die Linie Krasnograd, Nowomoskowsk, Saporischschja, Wassilewka. Gegenangriffe des XXXX. Panzerkorps gegen die eingesickerten sowjetischen Kräfte und die Ankunft der 335. Infanterie-Division stabilisierte die Front im Raum Perwomaisk. Das III. Panzerkorps konnte die hohen Ufer der Donez-Front von Lissischansk bis zu den Höhen von Slawjansk halten. Die sowjetischen Angriffe gegen den rechten Flügel der 1. Panzerarmee bei Slawjansk konnten durch die 7. Panzer-Division abgewehrt werden. Der Frontkommandant wandte sich am 19. Februar über Popow hinweg direkt an die Kommandeure des 4. Garde- und des 10. Panzerkorps und befahl die deutschen Kräfte bei Krasnoarmeiskoje einzukreisen und zu vernichten. Nach erfolglosen Versuchen, die deutsche Verteidigung vor Artemowsk zu durchbrechen, erhielt das 18. Panzerkorps den Befehl, seine Stellungen in der Nacht an die 52. Schützendivision zu übergeben und sich nach Krasnoarmeiskoje zu begeben. Die Panzertruppen hatten die Aufgabe, sich 20 km nordwestlich davon zu konzentrieren und in Zusammenarbeit mit dem 10. Panzerkorps den deutschen Gegner bei Grischino zu vernichten.
Die deutsche 11. Panzerdivision musste sich am 20. Februar zeitweilig aus dem Alexandrowka in Richtung Sergejewka zurückziehen, das sowjetische 3. Panzerkorps kämpfte im Gebiet Andrejewka. Bei Kramatorsk wurde die deutsche 333. Infanteriedivision von der 57. Garde-Schützendivision umfasst. Teile des 3. Panzerkorps wurde aus Kramatorsk herangeführt und hatten Befehl sich als Rückhalt im Raum Udachnaja (20 km südwestlich von Krasnoarmeisk) aufzustellen.
Die prekäre Lage der mobilen Gruppe Popow in Kramatorsk und Krasnoarmeiskoje wurde auf eine harte Probe gestellt. Krasnoarmeiskoje war nie vollständig erobert worden, die Streitkräfte beider Korps hielten sich aber noch im nördlichen Teil der Stadt. Die deutsche 7. Panzerdivision, die den Vormarsch des 10. Panzerkorps östlich Slawjansk aufgehalten hatte, wurde nun zusammen mit der 11. Panzerdivision und der SS-Division „Wiking“ dem XXXX. Panzerkorps unterstellt. Die SS-Division „Wiking“ und die 7. Panzerdivision konnten das 10. Panzerkorps aus Krasnoarmeiskoje hinausdrängen, Einheiten des 4. Garde-Panzerkorps begannen die Stadt am 20. Februar zu räumen.
Am Morgen des 21. Februar unterstützte das Panzerregiment 7 der 7. Panzerdivision den Angriff des SS-Regiments „Deutschland“ der Division „Wiking“ auf Dobropolje. Trotz hartnäckiger Verteidigung wurden die Truppen des sowjetischen 18. Panzerkorps aus dem Ort vertrieben und nach Norden zurückgeworfen. Der Rückzug legte die Flanke des 10. Panzerkorps frei, das ebenfalls zum Rückzug gezwungen wurde. Im Raum von Nowo Grischino und Wodjanaja in der Hauptstoßrichtung verlor die 32. motorisierte Schützenbrigade ihre gesamte Artillerie. Einzelne Erfolge der sowjetischen Truppen in der Verteidigung konnten die drohende Katastrophe nicht verhindern. Die Masse des 18. Panzerkorps räumte das Gebiet von Dobropolje, der nächste zu verteidigende Punkt war die Straßenkreuzung des Ortes Stepanowka, wo Einheiten des 10. und 18. Panzerkorps gemeinsam verteidigten. Hier liefen die Rollbahn nach Barwenkowo und die Eisenbahnlinie von Dnjepropetrowsk zusammen. Ein Funktelegramm aus dem Hauptquartier: „Verteidigt Stepanowka bis zum letzten Mann, Panzer und Kanone“ erging an die selbst abgeschnittene mobile Gruppe Popow. Der Versuch einzelner Teile des 18. Panzerkorps sich mit den Hauptkräften in Stepanowka zu vereinigen, blieb erfolglos.
Während bei der 1. Garde- und der 6. Armee der Südwestfront die Situation am 21. Februar einer Katastrophe entgegen ging, war die Situation bei der links eingesetzten 3. Gardearmee noch entspannt. Generalleutnant Leljuschenko hatte das 7. Garde-Kavalleriekorps (bisher 8. Kavalleriekorps) über Debalzewo ausgesandt, um hinter den deutschen Linien zu sabotieren. Aufgrund der krisenhaften Position bei der Panzergruppe Popow setzten zwar die Truppen der 3. Gardearmee ihre Offensive fort und nahmen Djakowo und Nagoltschik ein, das abgeschnittene 7. Garde-Kavalleriekorps stand jetzt aber auf verlorenen Posten. General Borisow, der Kommandeur des Kavalleriekorps versuchte seine abgeschnittenen Divisionen über Artemowsk wieder mit den Hauptstreitkräften zu vereinen. Die 112. Kavalleriedivision suchte über Petrowo-Krasnoselje und die 55. Kavalleriedivision über Krasnyj Kut auszubrechen. Um 14:00 Uhr griff die 55. Kavalleriedivision Krasnyj Kut von Westen und Nordwesten an und überrannte Teile der deutschen 62. Infanteriedivision (Generalleutnant Helmuth Huffmann). Die 112. Kavalleriedivision besetzte das Dorf Wladimirowka und schlug drei deutsche Angriffe aus den Raum Wakruschewo zurück.
Die Aufgabe, die Wege zum Dnjepr von Norden durch Krasnograd oder Dnjepropetrowsk oder durch Poltawa oder Krementschug zu verteidigen, wurde der Armeeabteilung Kempf übertragen. Der sowjetische Vormarsch erfolgte über Pawlograd – diese Stadt ging am 22. Februar verloren. Den ganzen Tag war das halb eingekreiste Stepanowka ständigen deutschen Angriffen ausgesetzt. Im Wesentlichen wurde der Ort von Panzern und Artilleristen verteidigt, bis sich die motorisierte Infanterie nach Barwenkowo zurückzog. Das Kommando des XXXX. Panzerkorps erkannte die Bedeutung der Festung an der Straßenkreuzung und griff sie neben der 7. Panzerdivision aus dem Süden und der 11. Panzerdivision aus dem Osten an. Balcks Kampfgruppe war durch die Reparatur wieder auf 49 Panzer (hauptsächlich Pz. III) verstärkt.

### Vorstoß des Panzerkorps Pawlow zum Dnjepr
Den tiefsten Vorstoß zum Dnjepr vollzog im Abschnitt der sowjetischen 6. Armee das selbständig operierende 25. Panzerkorps von General Pjotr Pawlow, welches die 111., 162. und 175. Panzerbrigade, die 16. motorisierte Schützenbrigade sowie ein Flugabwehrartillerieregiment umfasste. Das Panzerkorps entfernte sich zu weit von seinen Nachschubbasen. Am 17. Februar meldete Pawlow, der sich zu diesem Zeitpunkt nahe der Stadt Losowaja befand, dem Kommando der 6. Armee: „Unsere Treibstofftanks sind nur noch halb voll. Ich kann wegen des Treibstoffmangels nicht weiter vorrücken.“ Dennoch setzte das Korps seinen Vormarsch in Richtung Dnjepr fort, allerdings mit reduzierten Kräften. Am selben Tag verließ Adolf Hitler sein Hauptquartier bei Winniza und flog nach Saporischschja zum Hauptquartier der Heeresgruppe Süd, um mit Feldmarschall Erich von Manstein die strategische Lage zu besprechen.
Am 19. Februar waren Pawlows Verbände bei Dnjepropetrowsk durchgebrochen, mehrere Dutzend Panzer des 25. Korps näherten sich auf der Hauptstraße Saporischschja. Ein deutscher Panzerzug versperrte ihnen den Weg zum nur rund fünf Kilometer entfernten vom Flugplatz. Dort traf Hitler am 20. Februar ein, alles war für eine eilige Evakuierung vorbereitet. Zur großen Überraschung unternahmen die sowjetischen Panzerbesatzungen keinen Versuch, zum Flugplatz durchzubrechen. Die Besatzungen ließen die Panzer zurück. „Ich war daher sehr erleichtert, als Hitler am Abend dieses Tages in sein Hauptquartier flog“, schrieb Manstein in seinen Memoiren.
Trotz der Plötzlichkeit der Flankenangriffe der deutschen 1. Panzerarmee, konnten die durchgebrochenen Einheiten der Roten Armee nicht sofort isoliert und vernichtet werden. Hitler befahl Manstein, die im Hinterland operierenden sowjetischen Einheiten sofort zu vernichten. Die 4. Panzerarmee startete eine Gegenoffensive aus den Raum Poltawa. Bereits am 21. Februar war das 25. Panzerkorps von Pawlow abgeschnitten und musste südlich der Samara fast zwei Wochen lang schwere Kämpfe gegen das Grenadierregiment 72 und das Artillerieregiment 257 führen.
Nach dem Abzug der Hauptstreitkräfte aus Krasnoarmeiskoje besetzte das 10. Panzerkorps westlich von Dobropolje Stellungen mit der Front im Süden und Südosten. Zu diesem Zeitpunkt hatte die 183. Panzerbrigade noch vier T-34 und sieben T-70 übrig, die 186. Panzerbrigade hatte einen KW und zwei T-34 von Polubojarows Korps übernommen, die 11. Panzerbrigade hatte einen T-34 und drei leichte Panzer. Das 18. Panzerkorps verteidigte Dobropolje selbst, indem es sechs T-34 und zwei Divisionen eines Panzerabwehrregiments in seinen Außenbezirken platzierte. Die Heranführung der 38. Garde-Schützendivision, die von Watutin zugesagt war, sollte das zurückgehende Korps Polubojarow ersetzen, verzögerte sich aber. Die Deutschen versäumten es, die Truppen der Südwestfront zu verfolgen, die sich geordnet über den Donez zurückziehen konnten. Dies zeigte sich an der geringen Zahl der Gefangenen – nur 9000 Mann. Bedeutender waren die sowjetischen Verluste beim Material – über 600 Panzer und 900 Kanonen. Die beiden abgeschnittenen sowjetischen Panzerkorps nahmen im Bereich der Straßenkreuzung nahe dem Dorf Stepanowka die Verteidigung auf.
Bei den Kämpfen wurde das 18. Panzerkorps in drei Teile gespalten und musste den Rückzug nach Norden erkämpfen. In der Nähe von Kramatorsk wurde die Katjuscha-Abteilung der 57. Garde-Schützendivision durch Einheiten der deutschen 333. Infanteriedivision umzingelt. Das sowjetische 10. und 18. Panzerkorps der Panzergruppe Popow, die bei Dobropolje in Defensive gedrängt worden waren, wurden am 21. Februar von der auf Stepanowka und der durch Kriwoy Rog vorgehenden deutschen 7. Panzerdivision und der SS-Division „Wiking“ von zwei Seiten angegriffen. Die Streitkräfte des sowjetischen 18. Panzerkorps räumten das Gebiet von Dobropolje, wodurch auch das weiter nördlicher stehende 10. Panzerkorps den Rückzug begann.

### Gegenoffensive der deutschen 4. Panzerarmee
Der 22. Februar 1943 markierte endgültig den Übergang der strategischen Initiative zur deutschen Wehrmacht, obwohl Armeegeneral Watutin und seine Kommandanten die Umkehr der Verhältnisse zunächst noch nicht akzeptieren wollten. Nach den ersten Erfolgen des deutschen Gegenangriffs befahl die Stawka der Woronesch-Front am gleichen Tag die Umgruppierung der mobilen Truppen der 3. Panzerarmee und der 69. Armee nach Süden, um den Druck auf die Südwestfront zu verringern und die deutschen Streitkräfte im Raum Krasnograd anzugreifen.
Zu Beginn der Offensive griff die deutsche 4. Panzerarmee unter Generaloberst Hoth mit dem XXXXVIII. und LVII. Panzerkorps westlich und nördlich des Samara-Abschnitts nach Norden an. Ziel war es, das Höhenplateau von Starje Blisnezy und Losowaja einzunehmen und bis Anfang März die Linie Metschebilowka bis Krassnopowlowka erreichen. Der deutsche Kampfkommandant von Dnjepropetrowsk, Generalleutnant Gerhard Steinbauer, säuberte mit Alarmeinheiten den Raum Pereschchepino und wurde vorübergehend dem LVII. Panzerkorps unterstellt. Die deutsche 15. Infanterie-Division (Generalleutnant Buschenhagen) war in Dnjepropetrowsk ausgeladen worden und sollte den wichtigen Eisenbahnknotenpunkt Sinelnikowo schützen, vorerst verblieb sie als Reserve hinter dem II. SS-Korps im Raum Nowomoskowsk. Das LVII. Panzerkorps sollte den Raum östlich Sinelnikowo – Pawlograd – Gubinitscha – Pereschtschepino, entlang der Orelka bis Dnjepropetrowsk von den Resten abgeschnittener sowjetischer Truppenteile säubern. Am linken Flügel erfolgte der Angriff der SS-Division „Totenkopf“ vom Westen her über Michailowka und Orelka auf Panjutina (5 km nordwestlich Losowaja), die SS-Division „Das Reich“ griff von Süden im Tal zwischen Maleja und Ternowka direkt auf Losowaja an. Am rechten Flügel setzte das XXXXVIII. Panzerkorps die 6. Panzerdivision links und die 17. Panzerdivision rechts zwischen Ternowka und den Oberlauf der Samara nach Nordosten an, um das Plateau von Starje Blisnezy zu erreichen.
Am 22. Februar um 5:00 Uhr überquerte die SS-Division „Das Reich“ die Samara und griff bei Nowo-Alexandrowka an, eroberte die Stadt und blockierte die 35. Garde-Schützendivision im Geländedreieck Nowo-Moskowsk, Sinelnikowo, Pawlograd. Im Verband der sowjetischen 6. Armee verschlechterte sich die Situation, die 195. Schützendivision erreiche als Verstärkung den Raum Pawlograd. Nach mehrtägigen Kämpfen waren im Gebiet Dobropolje bedeutende sowjetische Streitkräfte umzingelt, die es nicht schafften, nach Stepanowka durchzubrechen. Im Gebiet Troizkoje verteidigte sich die 32. motorisierte Schützenbrigade. Die SS-Totenkopf-Division verließ das Gebiet Pereschchepino in Richtung Pawlograd durch Popasnoje und kämpfte gleichzeitig gegen die eingekreiste 267. Schützendivision und 106. Schützen-Brigade. Um 9.15 Uhr nahmen die SS-Truppen die Stadt Pawlograd ein und blockierten die 35. Garde-Schützendivision im Raum Nowo-Alexandrowka (im Dreieck Nowo-Moskowskaja – Sinelnikowo – Pawlograd). Die SS-Division „Totenkopf“ drang in Richtung Pereschchepino – Popasnaja vor und bekämpfte die 267. Schützendivision und die 106. Schützenbrigade. Nördlich und östlich Pawlograd wurde das SS-Regiment „Der Führer“ eingesetzt und stellte den Kontakt zur SS-Division „Wiking“ her. Die 6. Panzerdivision bildete am Nordufer der Samara mehrere Übergänge, um auf die von Norden auf Naromoskowsk angetretene SS-Division „Das Reich“ zu treffen, und säuberte den Raum zwischen Wassillowka und Pokrowskoje. Das sowjetische 4. Garde-Panzerkorps wurde abgeschnitten und zerschlagen.
General Markian Popow erhielt vom Frontkommando endlich die Erlaubnis, sich aus Krasnoarmeiskoje zurückzuziehen. Teile des deutschen XXXXVIII. Panzerkorps sicherten gegenüber dem 4. Garde-Schützenkorps im Raum Sinelnikowo. Zu dieser Zeit griff das 15. Schützenkorps noch auf Krasnograd an, wo das deutsche „Korps Raus“ (320. Infanterie-Division, die Division „Großdeutschland“ und das Regiment „Thule“ der SS-Division „Totenkopf“) in Richtung Kegitschewka hielten.
Am 23. Februar führte die 11. Panzerdivision den Vorstoß zum Samara-Abschnitt und bildete einen nördlichen Brückenkopf westlich von Gawrilowka. Südlich von Barwenkowo verteidigten sich die 38. und 44. Garde-Schützendivision und wehrten mehrere Angriffe der deutschen 11. Panzerdivision sowie der SS-Division „Wiking“ ab. Letztere rückte in Richtung Petrowka vor und schnitt das Gebiet Alexandrowka an der unteren Samara ab. Bei der Gruppe Popow hielten Einheiten des 10. Panzerkorps die Linie Petrowka, Leninsky, Malejewski, Krasnogorowka zwischen Dobropolje und Petropawlowka. In der Zone der Gruppe Popow, der 1. Gardearmee und der 6. Armee wurde die Situation bis zum 23. Februar kritisch. In der Nacht griff die deutsche 6. Panzerdivision die 41. Garde und die 244. Schützendivision nordöstlich von Boguslaw an. Die SS-Division „Das Reich“ und die 15. Infanterie-Division rückten im Gebiet Sinelnikowo östlich der Eisenbahnstrecke Charkow-Saporischschja vor, die SS-Division „Totenkopf“ auf Orelka und Pawlograd. Das SS-Regiment „Der Führer“ der Division „Das Reich“ schlug den Gegenangriff auf Pawlograd von Nordosten zurück und machte sich daran, die Dörfer nördlich der Autobahn und der Eisenbahn Pawlograd – Nowo-Moskowsk zu säubern.

### Sowjetischer Rückzug
Wenige Tage nach Beginn der deutschen Gegenangriffe wertete Watutin die Frontlage neu aus und befahl den Rückzug seiner vorgeschobenen Einheiten, welche von der Einkreisung bedroht waren. An der Abwehrfront der sowjetischen 6. Armee verschlechterte sich die Situation. Die deutsche 17. Panzerdivision trat über Debalzewo nach Slawjanka zum Gegenstoß gegen den Donez an.
Auch bei der 3. Gardearmee kam es zu Rückschlägen. Das 2. Garde-Panzerkorps wurde in Reserve gestellt, während die 78. Schützendivision in die Schlacht eintrat. Gegenüber der 3. Gardearmee gingen auch die deutsche 6., 62., 302., 304., 306., 335. Infanterie- und 3. Gebirgsdivision zu Gegenangriffen über. Der Kommandant des eingeschlossenen 8. Kavallerie-Korps (55. und 112. Kavalleriedivision) erhielt den Befehl über Utkino und Uspenka nach Schirokoje auszubrechen.
Nur entscheidende Maßnahmen konnten den Durchbruch des 8. Kavalleriekorps sicherstellen und die vollständige Einkreisung verhindern. In der Nacht führte die Stoßgruppe der 3. Gardearmee – 4 Divisionen des 14. Schützenkorps und 1 Division des 18. Schützenkorps eine Offensive zur Rettung des 8. Kavalleriekorps, das versuchte auszubrechen.
Die Hauptkräfte des 8. Kavalleriekorps erreichten Julino, wo sie Informationen von den Einheimischen erhielten, dass sich in Fromandirowka eine deutsche Besatzung lag. Die 55. Kavalleriedivision versuchte die Garnison anzugreifen, die Deutschen bemerkten die Annäherung und fügten den Reitern bei Stenerka erhebliche Verluste zu.
Die deutsche 17. Panzerdivision überquerte am Morgen den Samara-Fluss, eroberte einen Brückenkopf in der Region Petropavlowka und griff am Abend eine Abteilung des 3. Panzerkorps an. Nachdem die 17. Panzerdivision die Brücke über den Fluss erobert hatte, startete sie den Angriff auf die 195. Schützendivision.
Am 23. Februar brach die deutsche 11. Panzerdivision durch die Stellungen der 1. Gardearmee westlich von Gawrilowka durch. Das Panzergruppe Popow wurde vollständig gespalten und kämpfte in getrennten Abschnitten. Teile des 10. Panzerkorps verteidigten sich an der Linie Petrowka, Leninski, Malejewski, Krasnogorowka und ab 23. Februar zwischen Dobropolje und Petropawlowka. Die Offensive des XXXX. Panzerkorps konzentrierte sich am 23. Februar im Raum Stepanowka gegen das sowjetische 18. Panzerkorps und durch die 7. Panzer- und die SS-Division „Wiking“ eingeschlossen. Einheiten der deutschen 11. und 7. Panzerdivision griffen bei Stepanowka von Südwesten und Südosten an und versuchten, die noch haltenden Einheiten des 10. und 18. Panzerkorps und der 44. Garde-Schützendivision zu vernichten. Nach hartnäckigen Kämpfen waren beträchtlichen Kräfte des 10. Panzerkorps, die nicht bis nach Stepanowka vordringen konnten, im Raum Dobropolje eingeschlossen worden. Abgespaltene Einheiten des 18. Panzerkorps versuchten sich vergeblich mit den Hauptkräften in Stepanowka zu verbinden.
Vom Osten her brach das sowjetische 3. Panzerkorps nach Stepanowka durch. Südlich von Barwenkowo hielten die 38. und 44. Garde-Schützendivision die Verteidigung gegen einzelne Angriffe der deutschen 11. Panzerdivision und SS-Division „Wiking“ aufrecht. Die 38. Garde-Schützendivision steckte bei Ocheretino fest, die 44. Garde-Schützendivision und die 10. Schützenbrigade wehrten deutsche Angriffe bei Alexandrowka zurück. Das 10. Panzerkorps verlor den Kontakt mit dem Hauptquartier und geriet in eine verzweifelte Lage. Bis 24:00 Uhr fiel der größte Teil von Stepanowka in den Händen des Feindes.
Die deutsche 333. Infanterie-Division zerschlug den letzten Widerstand des IV. Garde-Panzerkorps im Raum Krasnoarmeiskoje – Postyschewo und wurde sofort zum Kriwoj Torez umgruppiert wurde um am weiteren Gegenangriff des III. Panzerkorps nach Norden zum Donez teilzunehmen. Die deutsche 15. Infanterie-Division hatte östlich von Sinelnikowo beim Angriff auf Parny erhebliche Verluste.
Westlich von Kramatorsk im Gebiet Ocheretino führten die Überreste von Popows Gruppe, die Krasnoarmeisk in der Nacht des 23. Februar geräumt hatten, Nachhutkämpfe. In der Nacht des 23. Februar begann sich das 4. Garde- und 10. Panzerkorps, die seit 20. Februar in Krasnoarmeiskoje blockiert worden waren, in nördlicher Richtung zurückzuziehen.

### Lage im Norden
Nordwestlich von Charkow drohte die sowjetische 40. Armee (Hauptquartier des Generals K. S. Moskalenko in Graiworon) mit der am 26. Februar nördlich Sinkiw operierenden 100. Schützendivision (Generalmajor F. J. Perchorowitsch) bei Lebedyn nach Westen durchzubrechen. Das neu herangeführte deutsche LII. Armeekorps wurde an der Naht zur 2. Armee im Raum Gadjatsch etabliert, um dem Vorstoß der Roten Armee über die Linie Lebedyn und Achtyrka entgegenzuwirken. Der linke Flügel der Armeeabteilung Kempf (167. und 168. Infanteriedivision) sowie ein Regiment der SS-Division „Totenkopf“ wurden derartig nach Nordosten zwischen Dykanka und Kolomak gruppiert, um einen drohenden Durchbruch der sowjetischen 69. Armee in Richtung Poltawa standhalten und die nach Westen entstandene Front-Ausbuchtung verteidigen zu können.
Am 24. Februar trat die sowjetische 3. Panzerarmee von General Pawel Rybalko, die bei der Woronesch-Front operierte, in die operative Unterordnung der Südwestfront über und startete eine Reihe von Gegenangriffen auf Krasnograd. Das 15. Panzerkorps startete eine Offensive gegen Nowaja Wodolaga und das 6. Garde-Kavalleriekorps, die 184., 219. und 350. Schützendivision, auf Kegitschewka.
Die Situation an der rechten Flanke der Südwestfront blieb weiterhin schwierig. Durch den Angriff der SS-Division „Totenkopf“ im Bezirk Pawlowka wurde versucht, einen Teil der 35. Garde-Schützendivision und der 106. Schützenbrigade zu zerschlagen.

### Lage im Süden
Die Hauptaufgabe der 1. Gardearmee und der von der Gruppe Popow übertragenen Truppen war es, die Verteidigung des Raumes Barwenkowo sicherzustellen, wo bereits die 52. Schützendivision konzentriert war. Angesichts des deutschen Erfolgs gegen die Südwestfront, einschließlich der Versuche der sowjetischen 6. Armee aus der Einkreisung auszubrechen, befahl die Stawka der Woronesch-Front, die die 3. Panzerarmee an die Südwestfront zu übertragen. Um die dadurch verlängerte Verteidigung der 69. Armee zu erleichtern, gab die 3. Panzerarmee zwei eigene Schützendivisionen ab und griff nach Süden an, um das SS-Panzerkorps in die Flanke zu fallen. Der Oberbefehlshaber der sowjetischen 6. Armee, General F. M. Charitonow befahl jegliche Angriffe einzustellen und an den erreichten Linien in die Defensive überzugehen. Das 15. Schützenkorps (6., 172. und 350. Schützendivision) nahm Verteidigungspositionen entlang der Linien Rjabuchino, Ochochaje, Jefremowka, Dmitrowka und Ligowka ein.
Am 23. Februar konnte die deutsche 333. Infanteriedivision in Krasnoarmeiskoje eindringen. In der zerstörten und ausgebrannten Stadt fanden die Infanteristen nur zerstörte Panzer und Geschütze, die zu mehreren sowjetischen Panzerkorps gehörten. Die Stadt Krasnoarmeiskoje war von der Roten Armee nie vollständig erobert worden, im nördlichen Teil der Stadt befanden sich Teile des 10. Panzerkorps gaben Krasnoarmeiskoje in der Nacht zum 23. Februar auf zogen sich nach Norden zurück. Sie gingen am Abend des 25. Februar nach Prelestnoje (an der Eisenbahnlinie von Barwenkowo nach Slawjansk) zurück und fanden am Abend des 25. Februar im Raum Prelestnoje (an der Eisenbahnlinie von Barwenkowo nach Slawjansk) wieder Anschluss an die eigenen Linien.
Unter dem Deckung der Volksmiliz lösten sich die Überreste von Popows Gruppe von der Verfolgung des Feindes und marschierten an einem Tag in das Dorf Ocheretino, wobei sie teilweise die Straße entlang der Straße passierten. Die kombinierte Kampfgruppe des 18. Panzerkorps nahm die Verteidigung der Linie Nowo-Pavlowka, Nowo-Alexandrowka, Nowo-Grigorowka auf. Die Einheiten des 10. und 18. Panzerkorps, die in der Nacht des 24. Februar in Stepanowka umzingelt waren, versuchten, nach Osten durchzubrechen, um sich dem 3. Panzerkorps anzuschließen, stießen jedoch auf dem Weg nach Warvarowka auf eine Kolonne der deutschen 11. Panzerdivision. Es wurde beschlossen, nach Nordwesten nach Alexandrowka durchzubrechen, wo Einheiten der 44. Garde-Schützendivision, die vom gepanzerten Personaltransporter der SS-Division „Wiking“ angegriffen wurden, seit dem 22. Februar verteidigt hatten. Die 11. Panzerdivision kämpfte auch mit dem 3. Panzerkorps in der Region Warvarowka und verhinderte, dass sich das 3. Panzerkorps Stepanowka näherte. Das im Raum östlich Sinelnikowo zurückgegangene sowjetische 25. Panzerkorps hatte Befehl aus der Einkreisung auszubrechen und wurde an der rechten Flanke von der deutschen 15. Infanterie-Division bedrängt. Der darauffolgende Angriff auf Stepanowka am 23. Februar führte zur vollständigen Einkreisung des Dorfes und brachte die Einheiten des 10. und 18. Panzerkorps in eine aussichtslose Lage. Die Panzerbesatzungen bahnten sich ihren Weg durch die feindlichen Linien, um sich den sowjetischen Truppen in verstreuten kleinen Gruppen anzuschließen, und sprengten ihre Panzer, die ohne Treibstoff zurückgelassen wurden. Bei Einbruch der Dunkelheit zog sich das 25. Panzerkorps bei Nowo-Wassiljewka zu den Übergängen am Fluss Wolchja zurück.
Infolge des Durchbruchs des 10. und 18. Panzerkorps aus der Einkreisung wurden die Positionen bei Alexandrowka wieder stabilisiert und die deutsche Offensive auf Barwenkowo um fast einen Tag verzögert. Am späten Nachmittag konzentrierten sich die meisten der verbleibenden Panzer des 10. Panzerkorps auf das Gebiet von Barwenkovo, wo sie den Befehl erhielten, Positionen in Archangelskoje zu verteidigen. Die deutsche 17. Panzerdivision operierte gegenüber der 44. Garde- und 195. Schützendivision an der Frontline von Dobrowlje und Alexandrowka.

### Endkampf der Gruppe Powow
Die Kommunikation der mobilen Gruppe Popow mit dem Hauptquartier ging verloren, und in der Nacht des 24. Februar beschloss der Kommandeur des 10. Panzerkorps, von Stepanowka nach Osten auf Barwenkowo durchzubrechen. Andere abgespaltene Teile der Gruppe Popow mussten sich ständiger Angriffe der deutschen 7. und 11. Panzerdivision erwehren, die mit etwa 80 Panzern in Richtung Stepanowka und Andrejewka vorrückten. Während das abgeschnittene 10. und 18. Panzerkorps den Ausbruch nach Norden forcierte, setzte von Norden her das 1. Garde-Panzerkorps zum Entsatz über Stepanowka nach Südosten zum Gegenstoß an.
In der Zwischenzeit erkannte der Kommandeur der Südwestfront, N. F. Watutin, die bevorstehende Katastrophe und befahl, die mobile Panzergruppe Popow aufzulösen und die Formationen am 25. Februar um 8.00 Uhr vollständig an die 1. Gardearmee zu übertragen. Die Truppen der Gruppe Popow und der 6. Armee wurden angewiesen, in nördlicher und östlicher Richtung auszubrechen. Am 24. Februar wurden im Abschnitt der 1. Gardearmee schwere Kämpfe entlang der Eisenbahnlinie Losowaja – Slawjansk geführt, die Panzergruppe Popow war zwischen Pawlograd-Losowaja großteils eingekesselt. Das 1. Garde- und das 25. Panzerkorps, die 106. Panzerbrigade, die 35. und 58. Garde- sowie Teile der 244. und 267. Schützendivision waren abgeschnitten. Währenddessen gelang es den deutschen Verfolgern bis zum südlichen Stadtrand von Barwenkowo nachzurücken.
Teile des deutschen XXXXVIII. Panzerkorps eroberten das Gebiet von Sinelnikowo zurück. Um 14:30 Uhr besetzte das Regiment „Deutschland“ Saitzewo und stellte die Verbindung mit der 15. Infanteriedivision her, wodurch das sowjetische 4. Garde-Schützenkorps in der Region Sinelnikowo eingekreist wurde. Zu dieser Zeit griff das 15. Schützenkorps Krasnograd an, von wo aus das deutsche „Korps Raus“ (320. Infanterie-Division, Division „Großdeutschland“ und das SS-Regiment „Thule“ der „Totenkopf“-Division) gleichzeitig eine Offensive in Richtung Kegitschewka startete. Das Hauptziel des deutschen Angriffs war es, das Vorgehen des 2. SS-Panzerkorps nach Süden und Osten zu decken, wo neue Formationen der 6. Armee und der 1. Gardearmee aufmarschiert waren.

### Lage bei der 3. Gardearmee
Im Abschnitt der 3. Gardearmee konnte nur schnelles Handeln die Rettung des 8. Kavalleriekorps (55. und 112. Kavalleriedivision) sicherstellen und dieses vor der vollständigen Einkreisung bewahren. Der Kommandeur des 8. Kavalleriekorps, Generalleutnant M. D. Borisow, beschloss mit seinen Truppen in Richtung Schirokoje, Malo-Nikolajewka ausbrechen.
Wegen der hohen Schneedecke blieb die Artillerie hinter der Avantgarde zurück, und der Durchbruch begann ohne Vorbereitung der Artillerie. Das Korpshauptquartier löste sich von den Hauptstreitkräften in der Region Julino ab und wurde anschließend von deutschen Truppen zerschlagen. Generalmajor Borisow fiel schwer verwundet in Gefangenschaft und war seitdem als vermisst gemeldet. In der Nacht des 24. Februar schlossen sich die 55. und 112. Kavalleriedivision in der Nähe von Malo-Nikolajewka zusammen und erreichten bis zum Abend bei Orechowka die Linien des eigenen 14. Schützenkorps. Die 21. Kavalleriedivision kämpfte sich nach Uspenka zurück, bis Ende Februar hatte das 8. Kavalleriekorps nach 160 km hinter den feindlichen Linien den Ausbruch erreicht. Bis zum Abend des 25. Februar konzentrierten sich die Hauptstreitkräfte des 8. Kavalleriekorps bei Orechowka, und am 26. Februar betraten die letzten Einheiten der Kavalleriedivisionen die eigenen Linien im Gebiet von Iwanowka.
Bei der 3. Gardearmee wurde das 2. Garde-Panzerkorps in die Reserve zurückgezogen, wofür die 78. Schützendivision in die Schlacht eintrat. Die deutsche 6., 62., 302., 304., 306., 335. Infanterie- und 3. Gebirgsdivision gingen gegenüber der 3. Garde-Armee zu Gegenangriffen über. Das 10. Panzerkorps, das Krasnoarmejskoje am Abend des 23. Februar geräumt hatte, schlug sich in 3 Tagen, nachdem sie etwa 90 km zurückgelegt hatte, über Prelestnij zur 1. Gardearmee durch.

### Untergang der sowjetischen 6. Armee
Insgesamt blieb die Gesamtsituation der sowjetischen 6. Armee katastrophal, das deutsche XXXX. Panzerkorps rückte in diesen Sektor vor. Die Verteidigung von Losowaja wurde vom 1. Garde-Panzer- und dem 4. Garde-Schützenkorps sowie von der 58. Garde-Schützendivision geführt. Die zwischen Pawlograd und Sinelnikowo blockierten Einheiten der abgeschnittenen 35. Garde-Schützendivision mussten ihren Ausbruch alleine erkämpfen. Das Gebiet von Barwenkowo war noch vom 3., 10., 18. Panzerkorps besetzt, die von der 38., 44. und 52. Garde-Schützendivision unterstützt wurden. Die Wehrmacht griff hier mit der 6. und 17. Panzerdivision an. Letzterer zielte auf die Flanke und durchbrach die Verteidigung der 195. Schützendivision bei Stary Gemini, um die Verteidiger von Losowaja und Barwenkovo voneinander zu isolieren. Die Stellungen der 44. Garde-Schützendivision wurden ebenfalls durchbrochen.
Die 41. Garde-Schützendivision kämpfte nördlich von Pawlograd gegen die SS-Division „Das Reich“. Das 1. Garde-Panzerkorps und das 6. Garde-Kavalleriekorps operierten in der Nähe. Die Hauptkräfte der 38. Garde-Schützendivision befanden sich im Raum Slawjansk; die 57. Garde-Schützendivision besetzte Kramatorsk.
Der Ort Druschkowka wurde von der deutschen 3. Panzerdivision kontrolliert. Die SS-Division „Totenkopf“ brach den Widerstand der 1. Gardearmee bei Wjazowka und nördlich von Razdorow, der Ort wurde um 13:45 Uhr besetzt. Die Vorhut der Division rückte in Richtung Morosowski vor und stellte die Verbindung zur SS-Division „Das Reich“ her. In der Nacht des 25. Februar brachen deutsche Einheiten in Slawjansk ein und umkreisten Teile der der 38. Garde-Schützendivision, die Garnison von Kramatorsk wurde blockiert. Um 22:00 Uhr wurde die deutsche Umklammerung zeitweilig durchbrochen, die sowjetische Infanterie erreichten Samoilowka.
Am 25. Februar hatten sich die Truppen der Südwestfront wieder auf die Linie Ochochaje – Sachnowschchina – Losowaja – Barwenkowo – Kramatorsk – Lisitschansk – Slawjanoserbsk – Lutugino zurückgezogen. Um 4:30 Uhr morgens startete die SS-Division „Das Reich“ ihren Angriff gegen Losowaja. Auf der rechten Flanke und in der Mitte waren die SS-Regimenter „Deutschland“ und „Der Führer“ angesetzt. Die linke Flanke wurde vom Regiment „Thule“ der SS-Division „Totenkopf“ gebildet. Bis 8:45 Uhr konnte die SS-Division „Das Reich“ den Widerstand des 4. Garde-Schützenkorps brechen. Um 14:00 Uhr rückte das SS-Regiment „Deutschland“ auf Wesjoloje vor, das Regiment „Der Führer“ erreichte die südlichen Zugänge nach Losowaja, konnte in die Stadt einbrechen, zum Bahndamm vorrücken und abends den Bahnhof besetzen. Nach Nordwesten verteidigte sich das 15. Schützenkorps und nach Westen deckten Einheiten der 35. Garde- und der 267. Schützendivision die Kesselfront. Morgens rückte die Spitze der SS-Division „Das Reich“, verstärkt durch ein Motorradgewehrbataillon, in Losowaja ein. Um 16:00 Uhr erreichte das Regiment „Der Führer“ die nördlichen Stadtteile, wo es im Gebiet von Nowje Zawody (nordwestlicher Teil von Losowaja) auf hartnäckigen Widerstand der sowjetischen Truppen stieß. Bis zum Abend des rückten Einheiten des deutschen SS-Panzerkorps auf die Höhen von Starje Gemini und Losowaja nach. Die SS-Totenkopf-Division erreichte den rückwärtigen Teil der 35. Garde-Schützendivision im Gebiet von Sergejewka und griff später – nachdem sie die eingekreisten Einheiten südlich von Orelcha neutralisiert hatte – im Gebiet von Tsaredarowka an.
Die SS-Division „Totenkopf“ griff die 6. Armee östlich von Orelka an und stieß auf heftigen Widerstand von Schützen- und Panzereinheiten. Eine Kampfgruppe brach den Widerstand in der Region Kondratjewka und erreichte um 16:00 Uhr Alexejewka, als sie eine Offensive gegen Panjutino entwickelte. Divisionskommandeur Theodor Eicke fiel am folgenden Tag bei Michailowka nahe Losowaja.
Am Abend des 26. Februar erkämpfte das sowjetische 25. Panzerkorps den Ausbruch in nördlicher und nordöstlicher Richtung, überquerte die Wolchya und forcierte im Raum nordwestlich von Novaja Dacha. Eine Kolonne deutscher Panzer und motorisierter Infanterie griff die 162. Panzerbrigade am Rande des Dorfes Seleny Jar an, in der Nacht des 27. Februar zog sich die 111. Panzerbrigade nach Lukaschewo zurück.
Am 27. Februar überquerte die deutsche 7. Panzerdivision die Eisenbahnlinie im Gebiet von Gusarowka, und die SS-Division „Wiking“ griff das 10. Panzerkorps an, dass durch über Jazykowo herangeführte reparierte Panzer des 4. Garde-Panzerkorps verstärkt worden war. Das Panzerkorps des Generalmajor Polubojarow zog sich nach Verbrauch der Munition zurück und gingen nach Barwenkowo, wodurch die Panzer des 10. Panzerkorps umzingelt wurden und zum Durchbruch in Richtung Barwenkowo und Isjum gezwungen waren. Deutsche Truppen begannen das Gebiet von Barwenkowo einzuschließen, die Garnison der Stadt, die 38. Garde- und 52. Schützendivision sowie die 13. Garde-Panzerbrigade kamen in eine schwierige Situation. Die SS-Division „Totenkopf“ besetzte am Morgen Tsaredarowka und marschierte nachmittags in Panjutino ein. Die Panzer des 1. Garde-Panzerkorps (Generalmajor Kukuschkin) mussten am 27. Februar unter dem Druck der deutschen 6. Panzerdivision das Gebiet von Losowaja verlassen. Nach einem Luftangriff auf den nordöstlichen Teil der Stadt ging das SS-Regiment „Deutschland“ um 8:00 Uhr morgens in die Offensive, das Regiment „Der Führer“ besetzte den nordöstlichen Teil der Stadt. Um 16:00 Uhr hatten die vorderen deutschen Abteilungen Michailowka nordöstlich von Losowaja erreicht. Unter solchen Bedingungen erklärt sich der Kommandeur der Südwestfront, N. F. Watutin, am 27. Februar bereit, die Truppen der 1. Gardearmee und der 6. Armee an das linke Ufer des Donez zurückzunehmen. Teile der 350. Schützendivision erhielten den Befehl, die Linie Ligowka – Krasnopawlowka zu verteidigen.
Am 28. Februar um 2:00 Uhr morgens nahm die 350. Schützendivision Verteidigungspositionen an der Linie Ochochaje – Starowerowka ein und griff die SS-Division „Leibstandarte“ an. Auf dem linken Flügel der Südwestfront hatte sich die Situation stabilisiert. Die 50. Garde-Schützendivision hielt neue Stellungen an der Linie Slawjanoserbsk, Rodakovo und kontrollierte die Orte Welikaja Gora, Rajewka und Krutojarowka. Nachdem deutsche Panzer am Nachmittag in Barwenkowo eingedrungen waren, begann sich die sowjetische Garnison nach Isjum zurückzuziehen. Das 3. Panzerkorps konzentrierte noch zwischen Banoje und Jarowoje. Eine Gruppe des 18. Panzerkorps führte bei Ocheretino und Barwenkowo die Nachhutkämpfe. Am Abend erreichten die vorderen Einheiten des deutschen XXXX. Panzerkorps den Donez westlich von Isjum. In Raum Barwenkowo war das 18. Panzerkorps nach Norden entkommen, die letzten Einheiten konnten am 1. März aus der Einkreisung ausbrechen und den Donez erreichen. Bei der 3. Gardearmee erhielt der Kommandeur des 18. Schützenkorps (59., 78. Garde- und der 243. Schützendivision) den Befehl bis zum 3. März nördlich von Woroschilowsk an der Linie Kolchose Belkow – Rai-Alexandrowka – Berestowoje Fuß zu fassen.

## Ausklang
Die Wehrmacht stand Ende Februar wieder am Donez-Abschnitt, die Panzergruppe Popow sowie die sowjetische 6. Armee wurden durch den deutschen Gegenangriff fast völlig aufgerieben. Im Morgengrauen des 1. März wurde das noch im Hinterland der deutschen Truppen stehende 25. Panzerkorps bei Terny von der deutschen Luftwaffe angegriffen, die Truppen nahmen im Dorf eine Außenverteidigung auf. Am Morgen griffen deutsche Truppen den Ort von Südwesten und Nordosten an. Bei den Kämpfen wurde der Kommandeur des 25. Panzerkorps, Generalmajor Pawlow, schwer verwundet und geriet in deutsche Gefangenschaft, wo er fast bis Kriegsende verblieb.
Noch klaffte eine breite Lücke in der sowjetischen Front, so dass die Führung der Roten Armee gezwungen war, diese durch das Heranführen von Reserven aus anderen Frontabschnitten zu schließen. Ab dem 3. März gingen die Kämpfe schließlich in die Schlacht um Charkow über.